# Пантера (танк)
«Пантера» (нем. Panzerkampfwagen V Panther, сокр. Pz.Kpfw. V Panther) — немецкий средний танк периода Второй мировой войны. Боевым дебютом «Пантеры» стала битва на Курской дуге, впоследствии танки этого типа активно использовались Вермахтом и Ваффен СС на всех европейских театрах военных действий.
Танк был разработан фирмой MAN в 1941—1942 годах как ответ на появление на фронтах таких серьёзных противников, как танк Т-34-76. «Пантера» была вооружена орудием меньшего калибра, чем «Тигр», и по немецкой классификации считалась средним танком. В советских же документах «Пантера» по своим боевым и техническим данным, как правило относилась к тяжёлым танкам. 75-мм пушка «Пантеры» по бронебойному действию превосходила основное вооружение танка «Тигр» — пушку 8,8 cm KwK 36 L/56. В ведомственной сквозной системе обозначений военной техники нацистской Германии «Пантера» имела индекс Sd.Kfz. 171. Начиная с 27 февраля 1944 года известен под обозначением Panzerkampfwagen V Panther.
По мнению многих специалистов, «Пантера» является лучшим немецким танком, и одним из лучших среди всех воюющих сторон периода Второй мировой войны, но при этом имел ряд недостатков, был сложен в производстве и эксплуатации. На базе «Пантеры» выпускались противотанковые самоходные артиллерийские установки «Ягдпантера», инженерный танк «Bergepanther», а также зенитные установки и ряд иных специализированных машин для инженерных и артиллерийских частей германских вооружённых сил.

## История создания
Работы по новому среднему танку, предназначенному для замены PzKpfw III и PzKpfw IV, начались в 1938 году. Проект такой боевой машины массой 20 тонн, над которым работали фирмы «Даймлер-Бенц», «Крупп» и MAN, получил индексацию: VK.30.01 (DB) — проект фирмы «Даймлер-Бенц», и VK.30.02 (MAN) — проект фирмы MAN. Работа над новым танком шла достаточно медленно, поскольку надёжные и проверенные в боях средние танки вполне удовлетворяли немецких военных. Тем не менее, к осени 1941 года конструкция ходовой части была проработана.
После начала войны с Советским Союзом немецкие войска встретились с новыми советскими танками — Т-34 и КВ-1. Первоначально советская техника не вызвала большого интереса у немецких военных, но к осени 1941 года темпы немецкого наступления стали падать, а с фронта начали приходить сообщения о превосходстве новых советских танков — особенно Т-34 — над танками вермахта. По настоянию Гудериана для изучения советских танков была создана специальная комиссия, в которую входили ведущие немецкие конструкторы бронетанковой техники (в частности Ф. Порше и Г. Книпкамп). Немецкие инженеры детально изучили все достоинства и недостатки Т-34 и других советских танков, после чего вынесли решение о необходимости реализации в немецком танкостроении таких новшеств, как наклонное расположение брони, ходовая часть с большими катками и широкими гусеницами. Работы над 20-тонным танком были прекращены, вместо этого 25 ноября 1941 года фирмам «Даймлер-Бенц» и MAN был выдан заказ на прототип 35-тонного танка с использованием всех указанных конструктивных решений. Перспективный танк получил условное обозначение «Пантера». Для определения наиболее подходящего для вермахта прототипа также была образована «Панцеркомиссия» из ряда видных военных деятелей нацистской Германии.

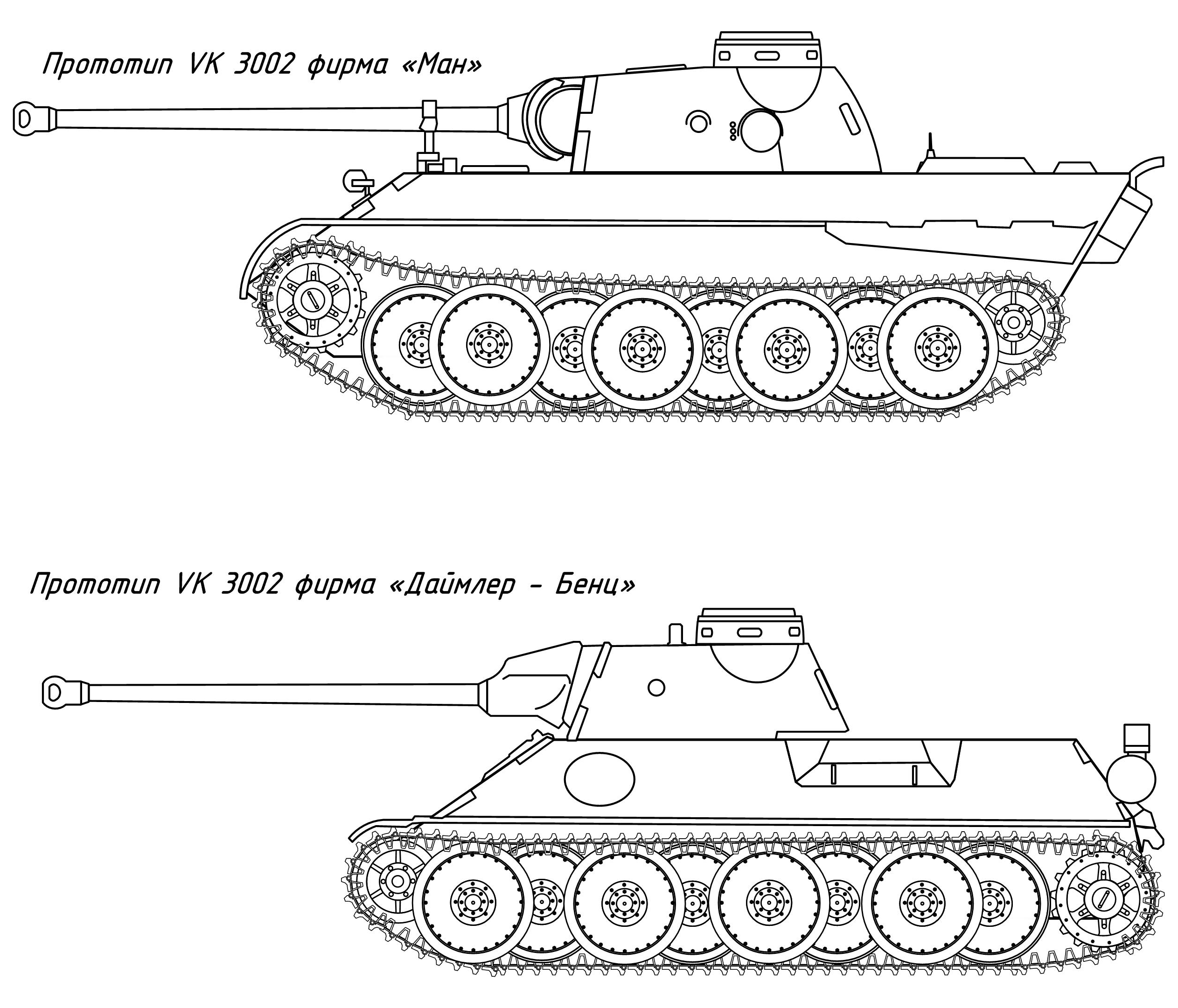
Прототипы будущего танка фирм MAN и «Даймлер-Бенц»

Весной 1942 года оба подрядчика представили свои прототипы. Опытная машина фирмы «Даймлер-Бенц» даже внешне сильно напоминала Т-34, было также предложено оснастить танк дизельным двигателем, хотя острая нехватка дизельного топлива в Германии (оно в подавляющем большинстве шло на нужды подводного флота) делала этот вариант бесперспективным. Адольф Гитлер проявлял большой интерес и склонность к этому варианту, фирма «Даймлер-Бенц» даже получила заказ на 200 машин. Однако в итоге заказ был аннулирован, а предпочтение было отдано конкурирующему проекту фирмы MAN. Комиссия отметила ряд преимуществ проекта MAN, в частности, более удачную подвеску, бензиновый двигатель, лучшую манёвренность, меньший вылет орудийного ствола. Также высказывались соображения, что схожесть нового танка с Т-34 приведёт к путанице боевых машин на поле боя и возможным потерям от своего же огня. В результате недостроенный прототип «Даймлер-Бенц» простоял во дворе завода до конца войны.
Прототип фирмы MAN был выдержан целиком в духе немецкой танкостроительной школы: переднее расположение трансмиссионного отделения и заднее — моторного, индивидуальная торсионная «шахматная» подвеска конструкции инженера Г. Книпкампа. В качестве основного вооружения на танк устанавливалась указанная фюрером 75-мм длинноствольная пушка фирмы «Рейнметалл». Выбор относительно небольшого калибра определялся желанием получить высокую скорострельность и большой боезапас внутри танка. Интересно, что в проектах обеих фирм немецкие инженеры сразу же отказались от подвески типа Кристи, использовавшейся в Т-34, сочтя её конструкцию негодной и устаревшей. Над созданием «Пантеры» работала большая группа сотрудников фирмы MAN под руководством главного инженера танкового отдела фирмы П. Вибикке. Значительный вклад в создание танка внёс инженер Г. Книпкамп (ходовая часть) и конструкторы фирмы «Рейнметалл» (пушка).
После выбора прототипа началась подготовка к быстрейшему запуску танка в серийное производство, которое началось в первой половине 1943 года.

## Производство

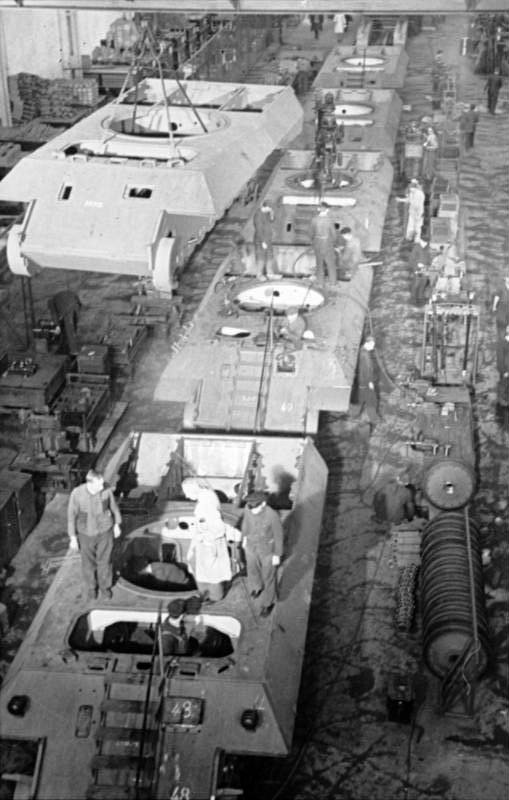
Серийное производство танков T-V «Пантера» на танковом заводе в Германии. 1944 г.

Серийный выпуск PzKpfw V «Пантера» начался с января 1943 года и продолжался по апрель 1945 года включительно. Помимо фирмы-разработчика MAN «Пантеру» выпускали такие известные немецкие концерны и предприятия, как «Даймлер-Бенц», «Хеншель», «Демаг» и MNH. Всего в производстве «Пантеры» участвовали 136 смежников, распределение поставщиков по узлам и агрегатам танка было следующим:
- бронекорпуса — 6;
- двигатели — 2;
- коробки передач — 3;
- гусеницы — 4;
- башни — 5;
- вооружение — 1;
- оптика — 1;
- стальные отливки — 14;
- поковки — 15;
- крепёж, прочие узлы и агрегаты — остальные предприятия.

Кооперация в производстве «Пантеры» была сложной и развитой. Поставки важнейших узлов и агрегатов танка дублировались, чтобы избежать перебоев в снабжении при различного рода нештатных ситуациях. Выпуск узлов и агрегатов «Пантеры» был организован в том числе в различного рода подземных укрытиях, ряд заказов был передан мелким предприятиям. Максимум серийного выпуска пришёлся на июль 1944 года, когда было сдано почти 380 танков.
Серийные номера и производители
- Ausf. D — 842

MAN — 242 (№ 210001 — 210124, 210137 — 210254)
Daimler-Benz — 250 (№ 211001 — 211250)
Henschel — 130 (№ 212001 — 212130)
MNH — 220 (№ 213001 — 213220)
- Ausf. A — 2200

MAN — 645 (№ 210055 — 210899)
Daimler-Benz — 675 (№ 151901 — 152575)
MNH — 830 (№ 154801 — 155630)
Demag — 50 (№ 158101 — 158150)
- Ausf. G — 2961

MAN — 1143 (№ 120301 — 121443)
Daimler-Benz — 1004 (№ 124301 — 125304)
MNH — 814 (№ 128301 — 129114)
| Год   | Модель  | Производитель | янв.  | фев.  | март  | апр.  | май   | июнь  | июль  | авг.  | сен.  | окт.  | ноя.  | дек.  | Всего |
| ----- | ------- | ------------- | ----- | ----- | ----- | ----- | ----- | ----- | ----- | ----- | ----- | ----- | ----- | ----- | ----- |
| 1943  | Ausf. D | MAN           | 4     | 11    | 25    |       | 68    | 31    | 58    | 38    | 7     |       |       |       | 242   |
| 1943  | Ausf. D | Daimler-Benz  |       | 6     | 14    | 19    | 60    | 40    | 65    | 26    | 20    |       |       |       | 250   |
| 1943  | Ausf. D | Henschel      |       |       | 10    | 26    | 25    | 25    | 19    | 15    | 10    |       |       |       | 130   |
| 1943  | Ausf. D | MNH           |       | 1     | 19    | 39    | 41    | 36    | 48    | 36    |       |       |       |       | 220   |
| 1943  | Ausf. D | Всего         | 4     | 18    | 68    | 84    | 194   | 132   | 190   | 115   | 37    |       |       |       | 842   |
| 1943  | Ausf. A | MAN           |       |       |       |       |       |       |       |       | 46    | 104   | 76    | 114   | 340   |
| 1943  | Ausf. A | Daimler-Benz  |       |       |       |       |       |       |       |       | 50    | 90    | 71    | 82    | 293   |
| 1943  | Ausf. A | MNH           |       |       |       |       |       |       |       | 3     | 45    | 50    | 75    | 60    | 233   |
| 1943  | Ausf. A | Demag         |       |       |       |       |       |       |       |       | 9     | 13    | 17    | 11    | 50    |
| 1943  | Ausf. A | Всего         |       |       |       |       |       |       |       | 3     | 150   | 257   | 239   | 267   | 916   |
| 1943  | Всего   | Всего         | 4     | 18    | 68    | 84    | 194   | 132   | 190   | 118   | 187   | 257   | 239   | 267   | 1758  |
| 1944  | Ausf. A | MAN           | 105   | 106   | 94    |       |       |       |       |       |       |       |       |       | 305   |
| 1944  | Ausf. A | Daimler-Benz  | 90    | 70    | 85    | 105   | 32    |       |       |       |       |       |       |       | 382   |
| 1944  | Ausf. A | MNH           | 85    | 80    | 90    | 100   | 110   | 120   | 12    |       |       |       |       |       | 597   |
| 1944  | Ausf. A | Всего         | 280   | 256   | 269   | 205   | 142   | 120   | 12    |       |       |       |       |       | 1284  |
| 1944  | Ausf. G | MAN           |       |       | 2     | 105   | 125   | 130   | 135   | 155   | 140   | 78    | 103   | 100   | 1073  |
| 1944  | Ausf. G | Daimler-Benz  |       |       |       |       | 78    | 120   | 125   | 70    | 80    | 100   | 115   | 105   | 793   |
| 1944  | Ausf. G | MNH           |       |       |       |       |       |       | 108   | 130   | 115   | 100   | 100   | 80    | 633   |
| 1944  | Ausf. G | Всего         |       |       | 2     | 105   | 203   | 250   | 368   | 355   | 335   | 278   | 318   | 285   | 2499  |
| 1944  | Всего   | Всего         | 278   | 266   | 271   | 310   | 346   | 370   | 379   | 356   | 340   | 274   | 318   | 285   | 3783  |
| 1945  | Ausf. G | MAN           | 20    | 22    | 8     | 20    |       |       |       |       |       |       |       |       | 70    |
| 1945  | Ausf. G | Daimler-Benz  | 109   | 41    | 51    | 10    |       |       |       |       |       |       |       |       | 211   |
| 1945  | Ausf. G | MNH           | 80    | 63    | 38    |       |       |       |       |       |       |       |       |       | 181   |
| 1945  | Ausf. G | Всего         | 209   | 126   | 97    | 30    |       |       |       |       |       |       |       |       | 462   |
| Итого | Итого   | Итого         | Итого | Итого | Итого | Итого | Итого | Итого | Итого | Итого | Итого | Итого | Итого | Итого | 6003  |

|       |         | 1     | 2     | 3     | 4     | 5     | 6     | 7     | 8     | 9     | 10    | 11    | 12    | Всего |
| ----- | ------- | ----- | ----- | ----- | ----- | ----- | ----- | ----- | ----- | ----- | ----- | ----- | ----- | ----- |
| 1943  | Ausf. D | 1     |       |       |       | 324   | 148   | 202   | 120   | 47    |       |       |       | 842   |
| 1943  | Ausf. A |       |       |       |       |       |       |       |       | 150   | 257   | 209   | 299   | 915   |
| 1943  | Всего   | 4**   | 18**  | 59**  | 78**  | 324   | 148   | 202   | 120   | 197   | 257   | 209   | 299   | 1757  |
| 1944  | Ausf. A | 279   | 256   | 270   | 206   | 142   | 120   | 12    |       |       |       |       |       | 1285  |
| 1944  | Ausf. G |       |       |       | 105   | 203   | 250   | 368   | 350   | 335   | 278   | 318   | 285   | 2492  |
| 1944  | Всего   | 279   | 256   | 270   | 311   | 345   | 370   | 380   | 350   | 335   | 278   | 318   | 285   | 3777  |
| 1945  | Ausf. G | 211   | 126   | 102   | ?***  |       |       |       |       |       |       |       |       | >439  |
| Всего | Всего   | Всего | Всего | Всего | Всего | Всего | Всего | Всего | Всего | Всего | Всего | Всего | Всего | >5973 |

*HWaA — Heereswaffenamt, управление вооружений
**Возвращены на заводы для модернизации, кроме одного танка выпуска января, который был отправлен на Куммерсдорфский полигон.
***30 танков.

## Описание конструкции

### Броневой корпус и башня

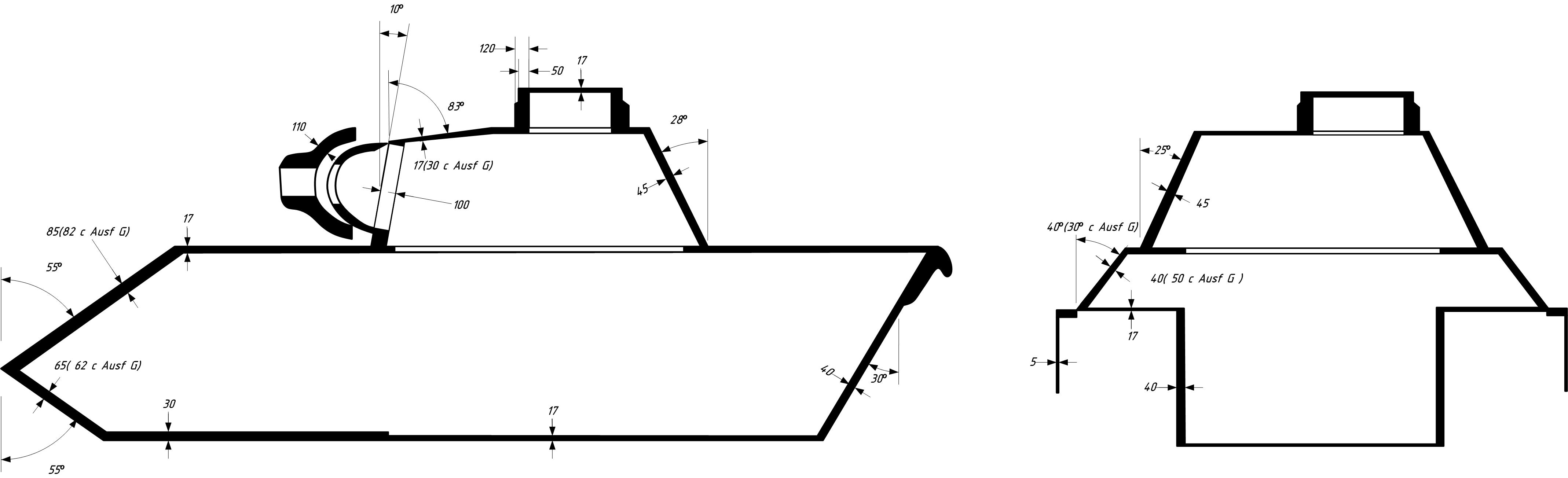
Схема бронирования танка «Пантера» полученная в НИИИ БТ методом обратной разработки.

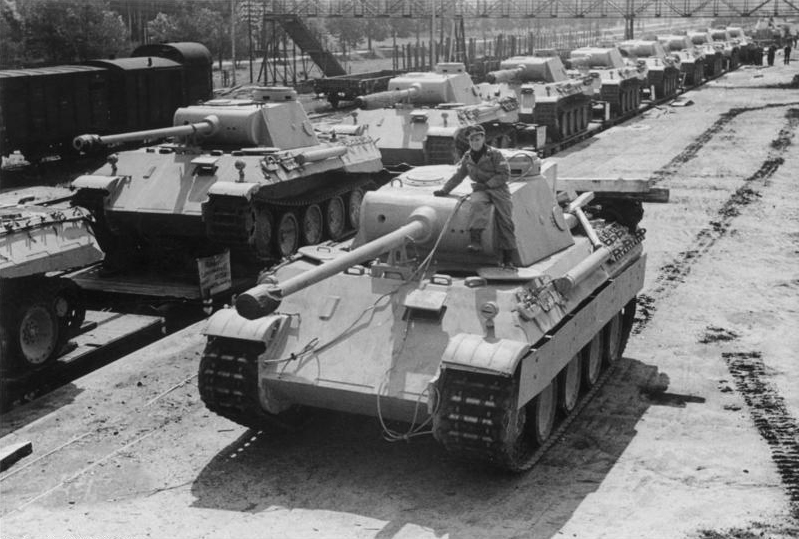
Танки «Пантера» Ausf. D, 1943 год. Характерным для модификации D является командирская башенка цилиндрической формы.

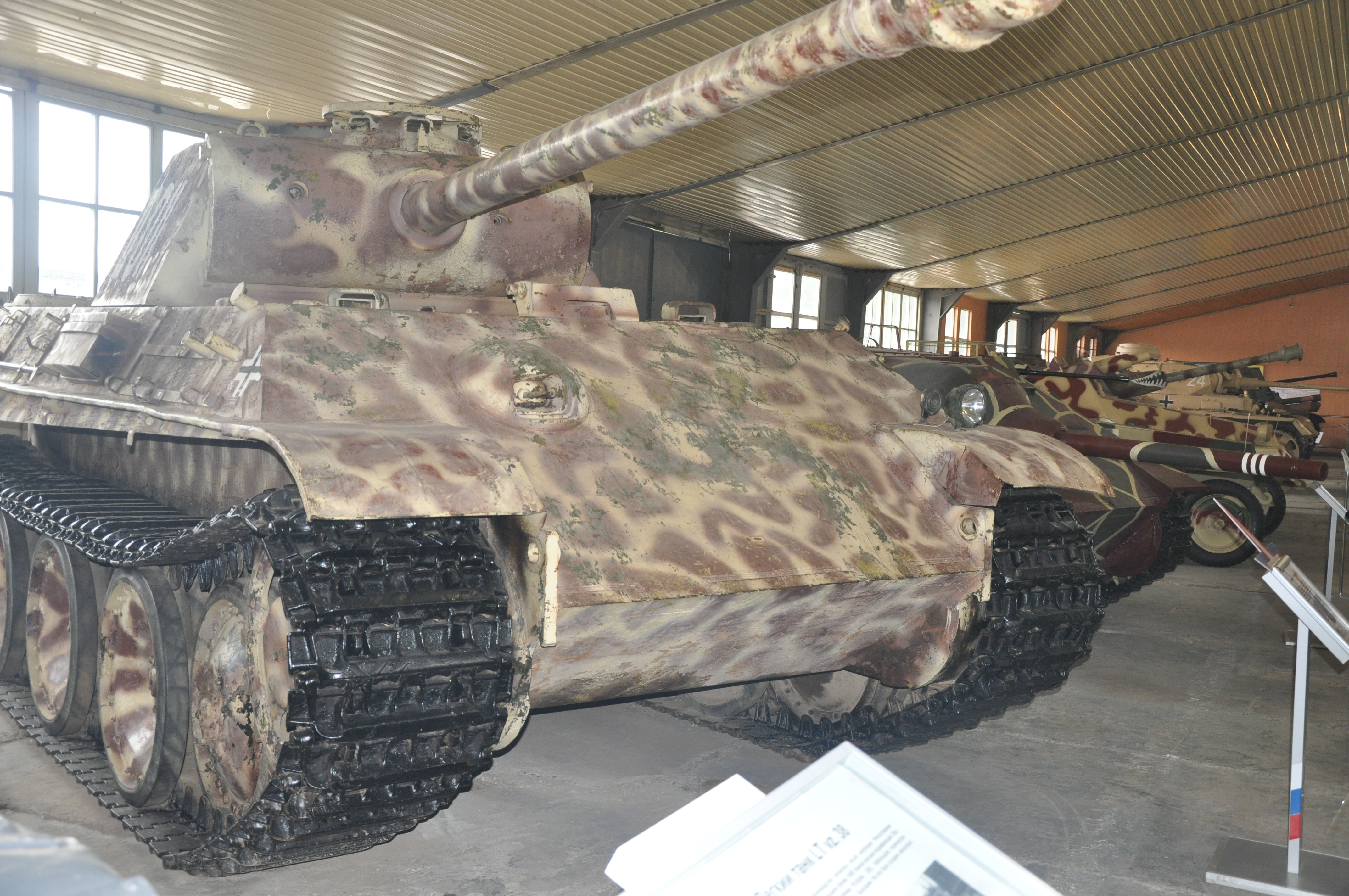
«Пантера» Ausf. G Бронетанковый музей в Кубинке. Заимствования конструкторских решений танка Т-34: наклонное расположение брони бронекорпуса — лобовых деталей и верхних бортов; опорные катки увеличенного диаметра, широкие гусеницы.

Корпус танка собирался из катаной стальной брони средней твёрдости, плиты соединялись «в шип» и сваривались двойным швом. Верхняя лобовая деталь (ВЛД) толщиной 80 мм располагалась под углом 57° от вертикали. Нижняя лобовая деталь (НЛД) толщиной 60 мм устанавливалась под углом 53°.
ВЛД и НЛД первых установочных партий танков были выполнены из поверхностно закалённых катаных плит (гетерогенная броня). Однако принятие на снабжение армий большинства стран снарядов с бронебойным наконечником из мягкой стали свело на нет преимущество гетерогенной брони, и с марта 1943 года это требование было снято. К августу 1943 года бронекорпуса танков «Пантера» собирались с ВЛД и НЛД, выполненных только из гомогенной стали.

Заместитель начальника НИБТ полигона ГБТУ КА, инженер-полковник А. М. Сыч в журнале «Вестник танковой промышленности» даёт о бронировании танка «Пантера» следующую информацию:
«Заслуживает внимания корпус танка „Пантера“, особенно его лобовая часть. Благодаря применению, по примеру Т-34, большого конструктивного угла (55°), бронестойкость лобового листа этого танка значительна. Так например, при обстреле корпуса танка „Пантера“ из 75-миллиметровой пушки передний наклонный лист не пробивается ни с какой дистанции, в то время как эта пушка делает сквозную пробоину в броне 200 мм артиллерийской установки „Фердинанд“ с дистанции 200 м.

По сравнению со старыми танками Т-III и T-IV в корпусе танка „Пантера“ меньше смотровых люков и лазов.»
О химическом составе брони сказано следующее:
«По данным химических анализов … Броня танка „Пантера“ легирована вводом никеля в количестве от 0,79 до 1,7 % в имевшиеся броневые хромомолибденовые стали. Химический состав брони танков „Пантера“… приведён в табл. 1»
| Танк      | C        | Si        | P           | Ni        | Mn        | S          | Cr        | Mo       |
| --------- | -------- | --------- | ----------- | --------- | --------- | ---------- | --------- | -------- |
| «Пантера» | 0,4-0,44 | 0,35-0,44 | 0,008-0,023 | 1,54-0,79 | 0,71-0,83 | 0,014-0,02 | 1,25-1,79 | 0,1-0,15 |

Верхние бортовые листы корпуса толщиной 40 мм (на поздних модификациях — 50 мм) наклонены к вертикали на угол 42° (30° поздние), нижние устанавливались вертикально и имели толщину 40 мм. Кормовой лист толщиной 40 мм наклонён от вертикали на угол 30°. В крыше корпуса над отделением управления имелись люки-лазы для механика-водителя и стрелка-радиста. Крышки люков приподнимались вверх и сдвигались в сторону, как на современных танках. Кормовая часть корпуса танка разделялась броневыми перегородками на 3 отсека, при преодолении водных преград ближние к бортам танка отсеки могли заполняться водой, но в средний отсек, где находился двигатель, вода не попадала. В днище корпуса имелись технологические люки для доступа к торсионам подвески, спускным кранам системы питания, охлаждения и смазки, откачивающей помпе и спускной пробке картера коробки переключения передач.
Башня «Пантеры» представляла собой сварную конструкцию из катаных броневых листов, соединённых «в шип». Толщина бортовых и кормовых листов башни 45 мм, наклон 25°. В передней части башни в литой маске устанавливалось орудие. Толщина маски пушки 100 мм. Вращение башни производилось гидравлическим механизмом, осуществлявшим отбор мощности от двигателя танка; скорость вращения башни зависела от оборотов двигателя, при 2500 об/мин время поворота башни составляло 17 секунд вправо и 18 секунд влево. Также был предусмотрен ручной привод вращения башни, 1000 оборотов маховика соответствовала повороту башни на 360°. Башня танка неуравновешена, из-за чего её поворот вручную при крене более чем 5° был невозможен. Толщина крыши башни составляла 17 мм, на модификации Ausf. G её увеличили до 30 мм. На крыше башни устанавливалась командирская башенка, с 6 (позднее с 7) смотровыми приборами.

«Так например: форма корпуса и башни у танка „Пантера“ в значительной мере заимствованы у наших танков Т-34 и Т-70; принципиальная схема механизмов управления танков „Тигр“ и „Пантера“ взята от французского танка „Сомуа“; …; двухторсионная подвеска „Пантеры“ выполнена по типу шведского танка „Ландсверк“ и проч.»— А. М. Сыч, инженер-подполковник
(«Немецкие тяжелые танки» / «Вестник танковой промышленности», ежемесячный научно-технический журнал, №1, 1944)

### Двигатель и трансмиссия
На первых 250 танках устанавливался 12-цилиндровый V-образный карбюраторный двигатель Maybach HL 210 P30 объёмом 21 л. С мая 1943 года его сменил Maybach HL 230 P45. На новом моторе были увеличены диаметры поршней, рабочий объём двигателя возрос до 23 л. По сравнению с моделью HL 210 P30, где блок цилиндров был алюминиевым, эта деталь у HL 230 P45 изготавливалась из чугуна, из-за чего масса двигателя возросла на 350 кг. HL 230 P30 развивал мощность 700 л. с. при 3000 об/мин. Максимальная скорость танка с новым двигателем не увеличилась, но запас тяги вырос, что позволило более уверенно преодолевать бездорожье. Интересная особенность: коренные подшипники коленчатого вала двигателя были не скольжения, как это принято повсеместно в современном двигателестроении, а роликовыми. Таким образом конструкторы двигателя экономили (ценой повышения трудоёмкости изделия) невозобновляемый ресурс страны — цветные металлы.
Трансмиссия состояла из главного фрикциона, карданной передачи, коробки переключения передач (КПП) Zahnradfabrik AK 7-200, механизма поворота, бортовых передач и дисковых тормозов. Коробка передач — трёхвальная, с продольным расположением валов, семиступенчатая, пятиходовая, с постоянным зацеплением шестерён и простыми (безынерционными) конусными синхронизаторами для включения передач со 2-й по 7-ю. Картер коробки скоростей — сухой, масло очищалось и подавалось под давлением прямо в точки зацепления шестерён. Управлять машиной было легко: выставленный в нужную позицию рычаг КПП вызывал автоматический выжим главного фрикциона и переключение нужной пары. Механизм поворота обеспечивал 8 радиусов поворота на ходу (по одному на каждой передаче), плюс поворот на месте вокруг собственного центра масс (на нейтрали).
КПП и механизм поворота выполнялись в виде единого агрегата, что уменьшало количество центровочных работ при сборке танка, но демонтаж габаритного узла в полевых условиях был трудоёмкой операцией.
Приводы управления танком — комбинированные, с гидросервоприводом следящего действия с механической обратной связью.

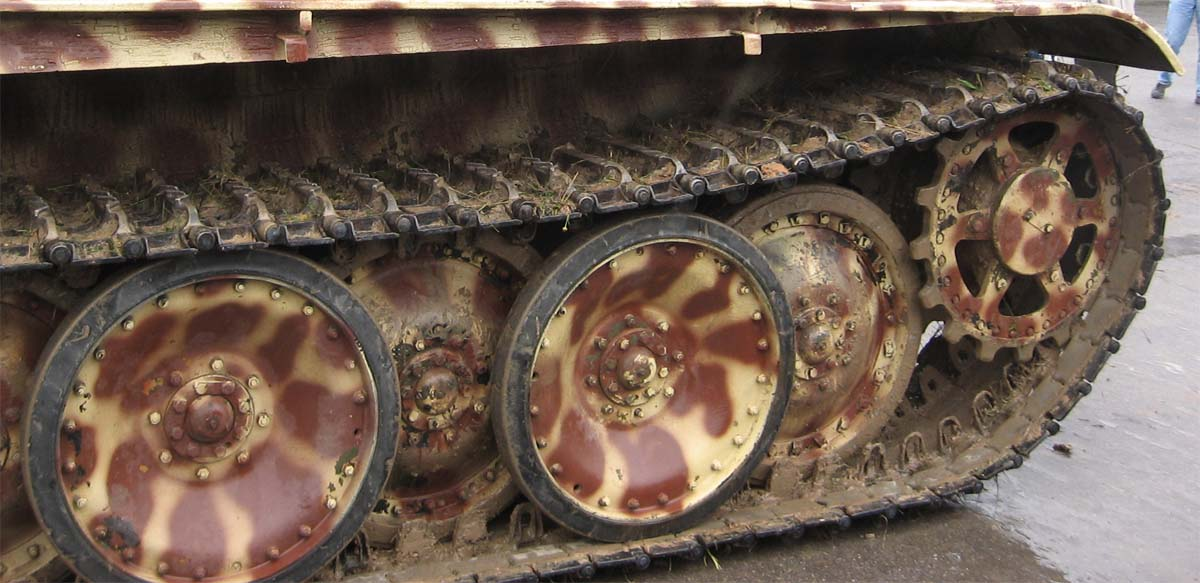
Ходовая часть танка «Пантера»

### Ходовая часть
Ходовая часть танка с «шахматным» расположением опорных катков конструкции Г. Книпкампа обеспечивала хорошую плавность хода и более равномерное распределение давления на грунт по опорной поверхности в сравнении с иными техническими решениями. С другой стороны, такая конструкция ходовой части была сложна в производстве и ремонте, а также имела большую массу. Так, для замены одного катка из внутреннего ряда требовалось демонтировать от трети до половины внешних катков. На каждый борт танка приходилось по 8 опорных катков большого диаметра. В качестве упругих элементов подвески использовались двойные торсионы, передняя и задняя пара катков снабжалась гидравлическими амортизаторами. Ведущее колесо — переднее, со съёмными венцами, и цевочным зацеплением гусениц. Гусеницы стальные, мелкозвенчатые, каждая из 86 стальных траков. Траки литые, шаг трака 153 мм, ширина 660 мм.

### Вооружение

Бронебойно-трассирующий каморный снаряд Pzgr. 39/42

Бронебойно-трассирующий подкалиберный снаряд Pzgr. 40/42

Осколочно-фугасный снаряд Sprgr.42

Основным вооружением танка являлась 75-мм танковая пушка KwK 42 производства «Рейнметалл-Борзиг». Длина ствола орудия 70 калибров / 5250 мм без дульного тормоза и 5535 мм с дульным тормозом. К основным конструктивным особенностям пушки относятся:
- полуавтоматический вертикальный клиновый затвор копирного типа;
- противооткатные устройства:
  - гидравлический тормоз отката;
  - гидропневматический накатник;
- подъёмный механизм секторного типа.

Стрельба из орудия велась унитарными выстрелами с электрозапальной втулкой, кнопка электрозапала размещалась на маховике подъёмного механизма. В критических ситуациях экипаж включал прямо в цепь затвора орудия индуктор, «кнопка» которого, срабатывавшая от удара ногой наводчика, обеспечивала выстрел в любой ситуации — качнувшаяся в поле постоянного магнита катушка соленоида выдавала необходимую ЭДС электрозапалу в гильзе. Индуктор включался в цепь затвора при помощи штепселя. Башня была оборудована устройством продувки канала ствола орудия после выстрела, которое состояло из компрессора и системы шлангов и клапанов. Воздух для продувки отсасывался из короба гильзоулавливателя.
Боекомплект пушки состоял из 79 унитарных выстрелов для модификаций A и D и 82 выстрелов для модификации G. В боекомплект входили выстрелы с бронебойно-трассирующими снарядами Pzgr. 39/42 (по современной классификации — бронебойно-разрывные), осколочно-фугасными снарядами Sprgr. 42 и подкалиберными бронебойно-трассирующими снарядами Pzgr. 40/42, последние были относительно дорогими и поставлялись в ограниченных количествах.
| Боеприпасы танковой пушки KwK 42                                                   |             |                    |                   |                    |                         |
| Тип                                                                                | Обозначение | Масса выстрела, кг | Масса снаряда, кг | Длина выстрела, мм | Начальная скорость, м/с |
| Калиберные бронебойные снаряды                                                     |             |                    |                   |                    |                         |
| Бронебойный трассирующий остроголовый с бронебойным и баллистическим наконечниками | Pzgr. 39/42 | 14,3               | 6,8               | 893                | 925                     |
| Подкалиберные бронебойные снаряды                                                  |             |                    |                   |                    |                         |
| Обтекаемой формы                                                                   | Pzgr. 40/42 | 11,55              | 4,75              | 875                | 1120                    |
| Осколочно-фугасные снаряды                                                         |             |                    |                   |                    |                         |
| Осколочно-фугасный                                                                 | Sprgr.42    | 11,14              | 5,74              | 929                | 700                     |

Данные выстрелы подходили только для орудия KwK/StuK/Pak 42 с длиной ствола 70 калибров. Выстрелы укладывались в нишах подбашенной коробки, в боевом отделении и отделении управления. Орудие KwK 42 высокой баллистики было способно поражать практически все танки и САУ антигитлеровской коалиции. Лишь появившийся в середине 1944 года советский танк ИС-2 имел лобовое бронирование корпуса, защищавшее его от снарядов пушки «Пантеры» на тактических дистанциях боя. Американские танки M26 «Першинг», вступившие в бои в феврале 1945 года, а также малосерийные M4A3E2 «Шерман Джамбо» также имели броню, способную защитить их в лобовой проекции от снарядов KwK 42. Более подробно о сравнительной характеристике орудия «Пантеры» см. раздел «Оценка проекта». Ниже приведена таблица бронепробиваемости орудия KwK 42.
| Таблица бронепробиваемости 75-мм танковой пушки KwK.42 |                                                 |
| Бронебойный трассирующий остроголовый с бронебойным и баллистическим наконечниками Pzgr 39/42 |                                                 |
| Дальность, м | При угле встречи 60° (от поверхности брони), мм |
| 100 | 138                                             |
| 500 | 124                                             |
| 1000 | 111                                             |
| 1500 | 99                                              |
| 2000 | 88                                              |
| Подкалиберный снаряд Pzgr 40/42 |                                                 |
| Дальность, м | При угле встречи 60° (от поверхности брони), мм |
| 100 | 194                                             |
| 500 | 174                                             |
| 1000 | 150                                             |
| 1500 | 127                                             |
| 2000 | 106                                             |
| Приведённые данные относятся к немецкой методике определения пробивной способности. Показатели бронепробиваемости могут различаться при использовании различных партий снарядов и различной по технологии изготовления брони. |                                                 |

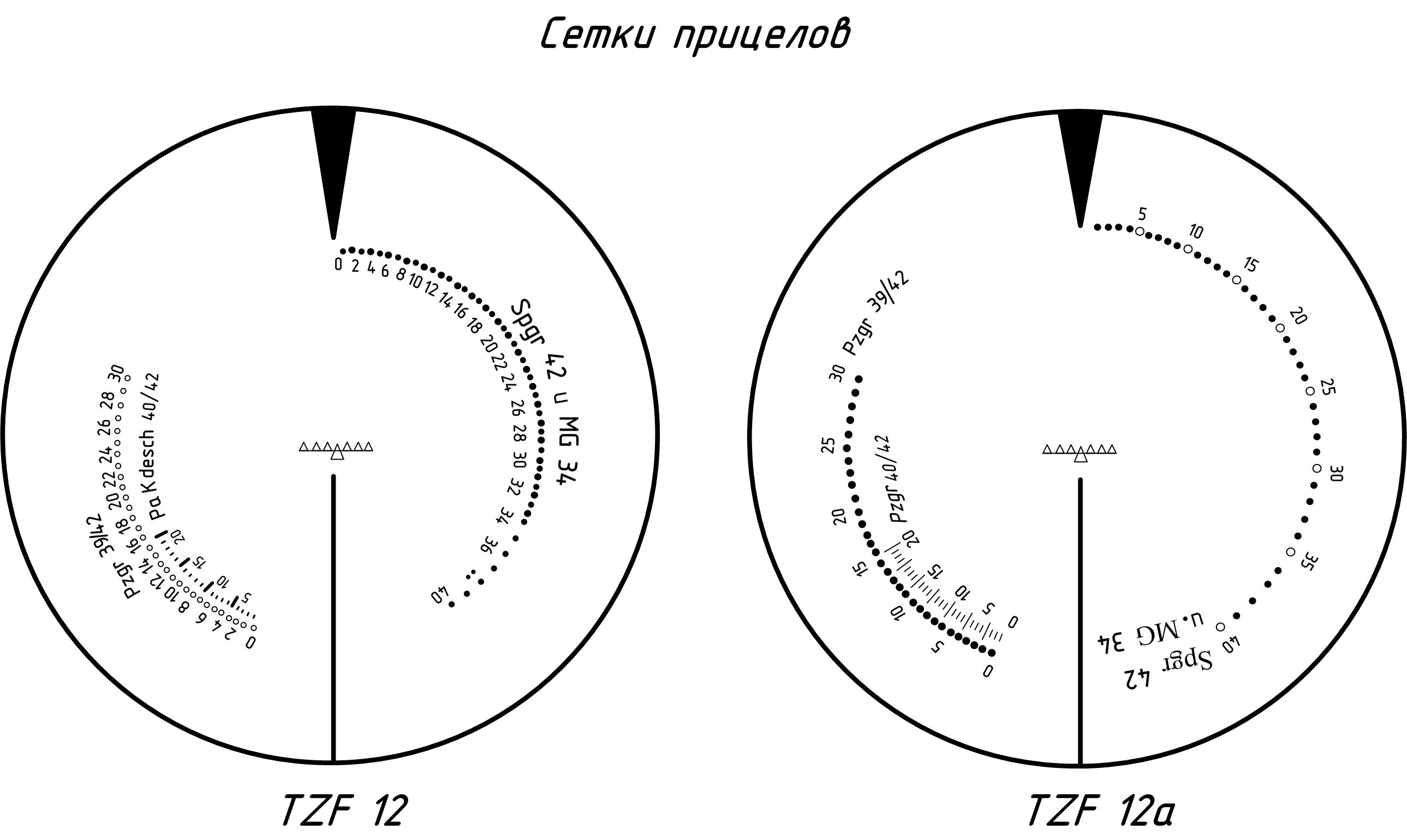
Сетки прицелов KwK 42

С пушкой был спарен 7,92-мм пулемёт MG 34, второй (курсовой) пулемёт размещался в лобовом листе корпуса в бугельной установке (в лобовом листе корпуса имелась вертикальная щель для пулемёта, закрываемая броневой заслонкой) на модификации D и в шаровой установке на модификациях A и G. Командирские башенки танков модификаций A и G были приспособлены для установки зенитного пулемёта MG 34 или MG 42. Общий боекомплект патронов для пулемётов составлял 4800 патронов у танков Ausf. G и 5100 для «Пантер» Ausf. A и D.

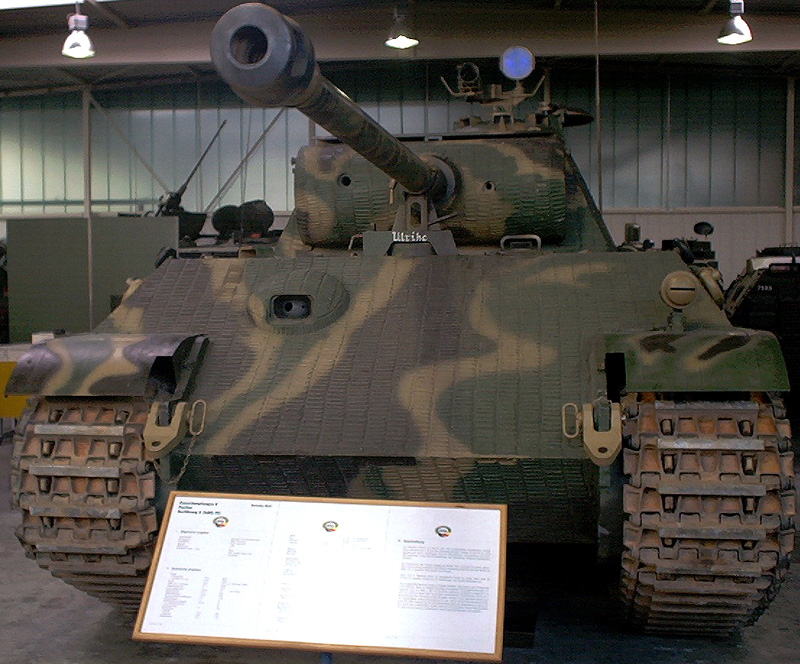
Танк «Пантера» Ausf. G, оснащённый прибором ночного видения.

В качестве средства обороны от пехоты танки модификаций A и G оснащались «устройством ближнего боя» (Nahkampfgerat), мортиркой калибра 56 мм. Мортирка располагалась в правой задней части крыши башни, в боекомплект входили дымовые, осколочные и осколочно-зажигательные гранаты.
«Пантеры» модификации D оснащались бинокулярным телескопическим ломающимся прицелом TZF-12, на танки модификаций A и G ставился более простой монокулярный прицел TZF-12А, представлявший собой правую трубу прицела TZF-12. Бинокулярный прицел имел кратность 2,5× и поле зрения 30°, монокулярный — переменную кратность 2,5× или 5× и поле зрения 30° или 15° соответственно. При изменении угла возвышения орудия отклонялась только объективная часть прицела, окулярная оставалась неподвижной; благодаря этому достигалось удобство работы с прицелом на всех углах возвышения орудия.
В конце войны на командирские «Пантеры» стали монтировать новейшую технику — приборы ночного видения: на командирские башенки устанавливался приборный комплекс 30-cm-Infrarot-Fahr-und-Zielgerät FG 1250, включавший инфракрасные 30-см прожектор-осветитель мощностью 200 Вт плюс прибор наблюдения, позволявший вести круговое наблюдение и осматривать местность с дистанции 150—200 метров. При этом наводчик и механик-водитель такого прибора не имели и руководствовались указаниями командира.
При использовании совместно с 60-см ИК-прожектором Uhu (нем. 60-cm-IR-Scheinwerfer) мощностью 6 кВт, установленном на полугусеничном бронетранспортёре SdKfz 251/20, дальность наблюдения увеличивалась до 600 метров. Испытания приборного комплекса прошли удачно, и фирма Leitz-Wetzlar изготовила 800 комплектов оптики для ночных приборов. В ноябре 1944 года бронетанковые войска получили 63 «Пантеры», оснащённые первыми в мире серийными активными приборами ночного видения.

## Модификации
- V1 и V2 (1942) — опытные модели, практически ничем не отличающиеся друг от друга.

- Прототипы V1 и V2

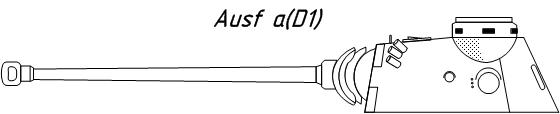
Башня «Пантеры» Ausf. a (D1)

Первое шасси V1 было выпущено 16 сентября 1942 года, Для производства машины использовалась не броневая сталь. В октябре собрали уже полноценный прототип V2.
- Panther Ausf. D (нем. Ausführung D)

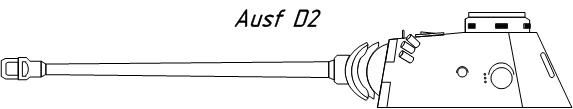
Башня «Пантеры» Ausf. D2

Запущенные в серию «Пантеры» получили индекс Ausf. D. На пушке был установлен более эффективный двухкамерный дульный тормоз. Курсовой пулемёт размещался в лобовом листе корпуса в бугельной установке. Танки Ausf. D оснащались бинокулярным телескопическим шарнирным прицелом TZF-12. Боекомплект пушки и пулемётов состоял из 79 выстрелов и 5100 патронов соответственно.
- Panther Ausf. A (нем. Ausführung A)

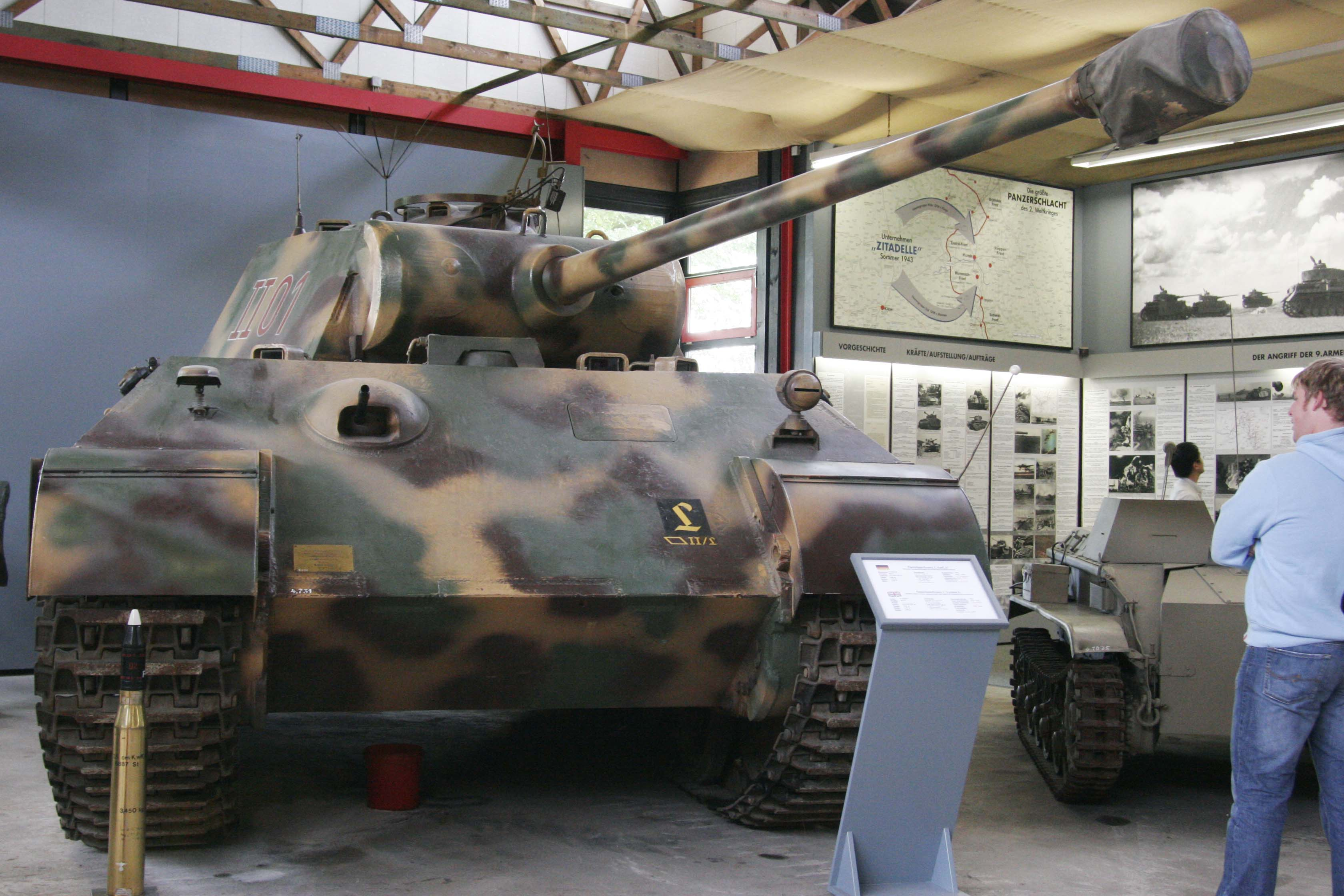
«Пантера» Ausf. A (танковый музей Мунстера, Германия)

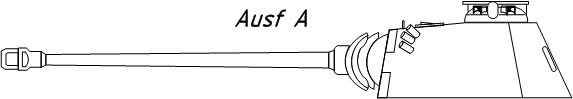
Башня «Пантеры» Ausf. A

С конца лета 1943 года начался выпуск модификации Ausf. A. В башне были упразднены лючки Verständigungsoeffnung (один из переводов — «Люк для связи с пехотой») и амбразуры для стрельбы из пистолетов. Танки этой модификации оснащались более простым монокулярным прицелом TZF-12А, а также командирской башенкой, унифицированной с танком «Тигр». Изменения коснулись и корпуса: малоэффективную бугельную установку курсового пулемёта заменили на более традиционную шаровую. Несколько «Пантер» Ausf. A были в опытном порядке оборудованы инфракрасными приборами ночного видения.
- Panther Ausf. G (нем. Ausführung G)

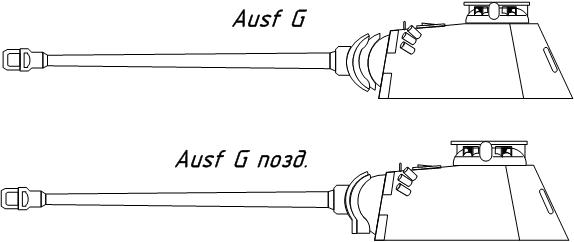
Башня «Пантеры» Ausf. G

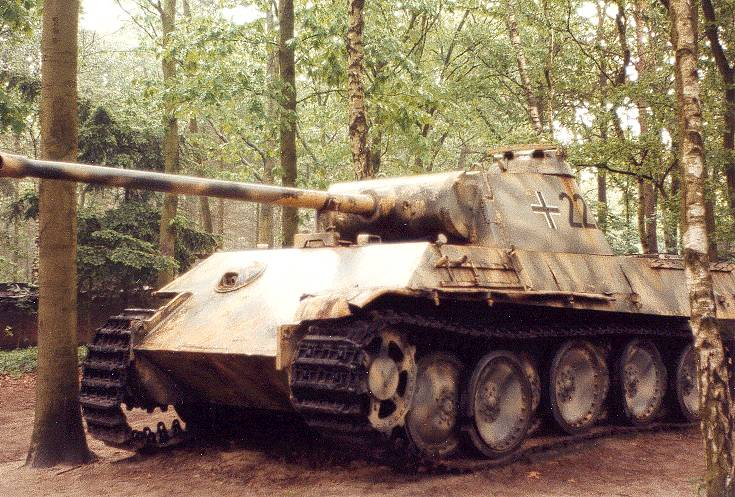
Pz.Kpfw. V Ausf. G 1-й танковой дивизии СС «Лейбштандарт СС Адольф Гитлер», Нидерланды, 1944

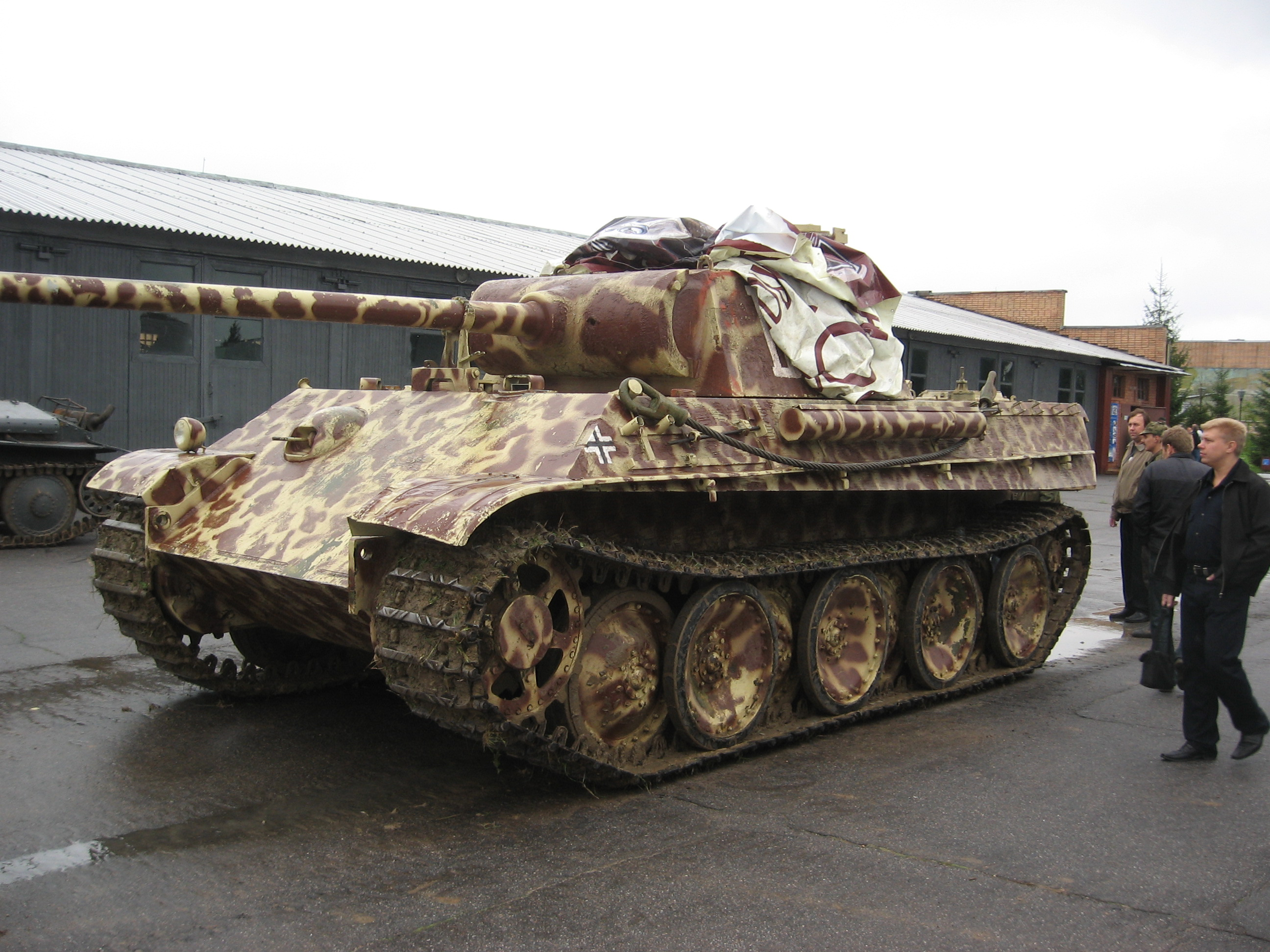
«Пантера» Ausf. G

В марте 1944 года в серию пошла самая массовая модификация танка «Пантера». Версия Ausf. G имела более простой и технологичный корпус, из лобового листа была удалена люк-пробка механика-водителя, угол наклона бортов уменьшен до 30° от вертикали, их толщина доведена до 50 мм. На поздних машинах этой модификации была изменена форма маски орудия для предотвращения рикошета снарядов в крышу корпуса. Первый в истории танк с прицелом ночного видения. Боекомплект пушки увеличен до 82 выстрелов.
- Panther Ausf. F (нем. Ausführung F)

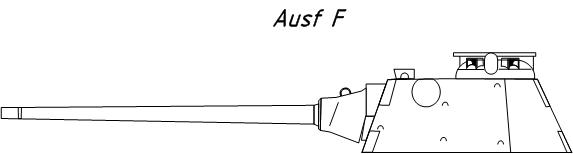
Башня «Пантеры» Ausf. F

С осени 1944 года планировалось начать производство новой модификации танка Ausf. F. Данная модификация отличалась новой конструкцией башни и более мощным её бронированием (лоб 120 мм, борта 60 мм). Разработанная фирмой «Даймлер-Бенц» башня Schmalturm 605 («тесная башня») имела несколько меньшие размеры по сравнению со стандартной, что позволило усилить лобовое бронирование до 120 мм при угле наклона 20° от вертикали. Борта новой башни имели толщину 60 мм и угол наклона 25°, толщина маски пушки достигала 150 мм.
До конца войны не появилось ни одного законченного прототипа, хотя были произведены 8 корпусов и 2 башни.
- Panther II

Одновременно с принятием на вооружение (осень 1943 года) танка «Тигр II», министерство вооружения выдало задание на разработку нового танка «Пантера II», с требованием максимальной унификации по узлам этих машин. Разработка нового танка была поручена конструкторскому бюро фирмы «Хеншель». Новая «Пантера» представляла собой как бы облегчённый «Тигр II» с уменьшенной толщиной брони, оснащённый башней Schmalturm. Основное вооружение — 88-мм танковая пушка KwK 43/2 с длиной ствола 70 калибров. Основным затруднением было отсутствие подходящего двигателя для потяжелевшей машины, в связи с чем были проработаны варианты установки двигателей MAN/Argus LD 220 мощностью 750 л. с., Maybach HL 234 мощностью 850 л. с., Maybach HL 295 мощностью 1200 л. с.
В конце 1944 года Управлением вооружений был выдан заказ на изготовление двух «Пантер II», однако успели изготовить только один корпус. Но испытания проведены не были, и данный корпус танка без башни был захвачен американскими войсками. После испытаний в США на Абердинском полигоне американцами на него была установлена башня от серийной «Пантеры» Ausf. G — в таком гибридном виде танк и хранится в Музее кавалерии и танковых войск Паттона — в Форт-Ноксе.

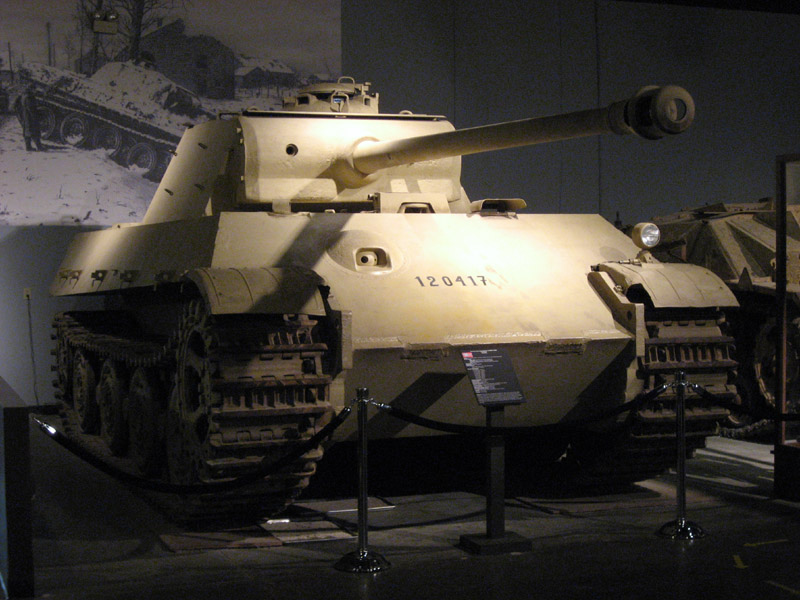
«Пантера II» в музее кавалерии и танковых войск Паттона

- Panzerbefehlswagen Panther (Sd.Kfz. 267)

С лета 1943 года, на базе «Пантер» модификации D, началось производство командирских танков, отличавшихся от линейных машин установкой дополнительных радиостанций и уменьшенным боекомплектом. Производилось два варианта танков: Sd.Kfz. 267 с радиостанциями Fu 5 и Fu 7, для связи в звене «рота — батальон», и Sd.Kfz. 268, с радиостанциями Fu 5 и Fu 8, обеспечивающими связь на уровне «батальон — дивизия». Дополнительные радиостанции Fu 7 и Fu 8 размещались в корпусе, а штатная Fu 5 — в правой части башни машины. Внешне танки отличались от линейных наличием двух дополнительных антенн, одной штыревой и второй с характерной «метёлкой» наверху. Дальность связи для Fu 7 достигала 12 км при работе телефоном и 16 км при работе телеграфом, Fu 8 могла работать на 80 км в режиме телеграфа.

## Машины на базе «Пантеры»

### Jagdpanther (Sd.Kfz. 173)

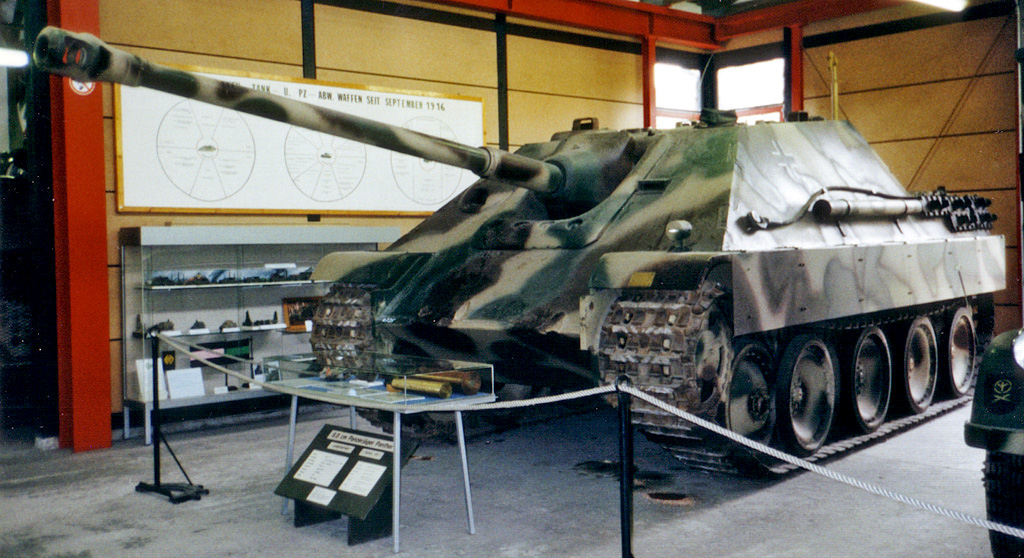
САУ «Ягдпантера»

После дебюта тяжёлого истребителя танков «Фердинанд» на Курской дуге руководство министерства вооружения нацистской Германии выдало заказ на разработку аналогичной по вооружению боевой машины на более технологичном и мобильном шасси. Наилучшим вариантом стало использование базы «Пантеры» для установки на неё бронированной рубки с длинноствольной 88-мм пушкой StuK43 L/71. Получившаяся САУ — истребитель танков получила название «Ягдпантера» и стала одной из лучших машин мира в своём классе. Лобовая броня «Ягдпантеры», как и у других немецких истребителей танков выполнена из листов «морской» брони, взятой из запасов ВМС. Броня довоенного производства, чем обеспечивалась высокая снарядостойкость лобовой проекции.

### Bergepanther (Sd.Kfz. 179)
Для эвакуации с поля боя подбитых боевых машин под огневым воздействием противника на базе «Пантеры» была разработана специализированная бронированная ремонтно-эвакуационная машина (БРЭМ) Bergepanther. Вместо башни с вооружением на шасси «Пантеры» устанавливались открытая платформа, крановая стрела и лебёдка. Первые образцы вооружались 20-мм автоматической пушкой, последующие — 7,92-мм пулемётом MG34. Экипаж помимо командира и механика-водителя включал до десяти ремонтников. Bergepanther часто называется лучшей БРЭМ Второй мировой войны.
Первые 12 (№ 210125-210136) машин, выпущенные MAN в июне 1943 года, представляли собой линейные танки, но без башни. Какое либо специальное оборудование, кроме тросов, на них отсутствовало.
Следующая партия машин была выпущена во второй половине 1943 на Henschel. Они имели уже полный комплект специального оборудования. Машины изготавливались на шасси Ausf D (№№ 212131-212200).
С февраля 1944 началось производство БРЭМ на шасси Ausf А. На Daimler-Benz собрали 40 машин (№№ 175501 — 175540).
С марта 1944 к выпуску Bergepanther подключился Demag. По октябрь там были собраны 123 машины на шасси Ausf А (№№ 175541 — 175663). В этом же месяце в производство пошли машины на шасси Ausf G (№№ 175664 — 175757).
|       | Шасси   | Производитель | 1     | 2     | 3     | 4     | 5     | 6     | 7     | 8     | 9     | 10    | 11    | 12    | Всего |
| ----- | ------- | ------------- | ----- | ----- | ----- | ----- | ----- | ----- | ----- | ----- | ----- | ----- | ----- | ----- | ----- |
| 1943  | Ausf. D | MAN           |       |       |       |       |       | 12    |       |       |       |       |       |       | 12    |
| 1943  | Ausf. D | Henschel      |       |       |       |       |       |       | 11    | 15    | 20    | 17    | 7     |       | 70    |
| 1944  | Ausf. A | Daimler-Benz  |       | 20    | 20    |       |       |       |       |       |       |       |       |       | 40    |
| 1944  | Ausf. A | Demag         |       |       | 5     | 10    | 15    | 20    | 20    | 25    | 20    | 8     |       |       | 123   |
| 1944  | Ausf. G | Demag         |       |       |       |       |       |       |       |       |       | 17    | 24    | 23    | 64    |
| 1945  | Ausf. G | Demag         | 23    | 7     |       |       |       |       |       |       |       |       |       |       | 30    |
| Всего | Всего   | Всего         | Всего | Всего | Всего | Всего | Всего | Всего | Всего | Всего | Всего | Всего | Всего | Всего | 339   |

### Panzerbeobachtungswagen Panther (Sd.Kfz. 172)
Panzerbeobachtungswagen Panther — танк передовых артиллерийских наблюдателей. На машине отсутствовала пушка, вместо неё в невращающейся башне устанавливался деревянный макет. Вооружение состояло из установленного в маске пулемёта MG 34. Танк оснащался перископом командира кругового вращения TSR 1, широкоугольным перископом TSR 2, который мог подниматься на высоту до 430 мм над башней, двумя танковыми перископами TBF 2 и горизонтально-базовом стереоскопическим дальномером. Экипаж состоял из командира, наблюдателя, водителя и радиста. По одним источникам, был построен единственный экземпляр, по другим — серия в 41 машину.

### Aufklärungspanzer Panther
Aufklärungspanzer Panther — проект лёгкого танка 1942-го года на базе Пантеры, но из-за ненужности проекта от него было решено отказаться. Прототип построен не был.

#### на базе «Пантеры»
Шасси «Пантеры» предполагалось использовать для целого ряда боевых машин с различным артиллерийским вооружением, однако все эти проекты остались лишь на бумаге, ниже перечислены некоторые из них:
- Самоходная 150-мм гаубица на шасси танка VK 30.02 (M), рабочее название Grille 15.
- САУ, вооружённая 128-мм противотанковой пушкой PaK 44 L/55 — Grille 12.
- САУ, вооружённая 150-мм тяжёлой полевой гаубицей sFH 18/4 фирмы «Рейнметалл» — Gerät 811.
- САУ, вооружённая 150-мм тяжёлой полевой гаубицей sFH 43 фирмы «Рейнметалл» — Gerät 5-1530.
- САУ, вооружённая 128-мм пушкой К-43 фирмы «Рейнметалл» — Gerät 5-1213.
- Самоходная бронированная установка для запуска неуправляемых реактивных снарядов калибра 105 мм фирмы «Шкода» — 10,5-cm Škoda Panzerwerfer 44[12][13].

### Проекты ЗСУ на базе «Panther»
С осени 1942 года началась проработка проектов зенитных самоходных установок (ЗСУ) на базе нового танка; первым из них стала зенитная самоходная установка на шасси «Пантеры», вооружённая 88-мм зенитной пушкой FlaK 18 (позднее и FlaK 40). Однако проект был отклонён в пользу ЗСУ, вооружённых скорострельными малокалиберными автоматическими пушками.
В декабре 1942 началось проектирование версий ЗСУ на базе «Пантеры», вооружённых 37-мм и 50—55-мм автоматическими пушками.
Лишь в январе—феврале 1944 года был разработан проект башни, вооружённой двумя 37-мм автоматическими пушками FlaK 44. Новая ЗСУ должна была называться Flakpanzer «Coelian».
Однако был построен лишь макет ЗСУ. Прототип изготовлен не был.

## Организационно-штатная структура
Высшее руководство вермахта и министерства вооружения предполагало, что танки «Пантера» должны были заменить собой PzKpfw III и PzKpfw IV и стать основным танком панцерваффе. Однако возможности производства не могли удовлетворить потребности танковых войск, танк оказался сложным в производстве, цена его оказалась также выше планируемой. Поэтому было принято компромиссное решение: перевооружить на «Пантеры» только один батальон каждого танкового полка, одновременно наращивая производство Pz.Kpfw. IV.
В состав батальона по штату входили:
- 8 штабных танков (3 во взводе связи и 5 в разведывательном взводе).
- 4 роты по 22 «Пантеры» (в роте 2 командирских танка и 4 взвода по 5 линейных машин). В дальнейшем число танков в ротах несколько раз сокращалась сначала до 17 машин, потом до 14, и к весне 1945 года в ротах насчитывалось по 10 танков (штаты танковых рот вермахта K.St.N. 1177 Ausf. A, K.St.N. 1177 Ausf. B и K.St.N. 1177a).[14]
- Взвод ПВО, вооружённый зенитными танками Möbelwagen, Wirbelwind или Ostwind.
- Сапёрный взвод.
- Техническая рота.

Всего батальон по штату должен был иметь 96 танков, однако число машин варьировалось в зависимости от штата. Так, в июне — июле 1943 года 1-й батальон 1-го танкового полка дивизии СС «Лейбштандарт СС Адольф Гитлер» получил 71 «Пантеру», столько же получил 2-й танковый полк дивизии СС «Рейх». 12 — 16 августа 1943 года во 2-й батальон 23-го танкового полка прибыло 96 «Пантер». В августе — сентябре 1-й батальон 26-го танкового полка получил 73 машины. В сентябре 1-й батальон 2-го танкового полка 16-й танковой дивизии получил 71 танк.

## Боевое применение
Всего с 5 июля 1943 по 10 апреля 1945 года в боевых действиях было потеряно 5629 танков «Пантера».
Более поздней статистики нет, но окончательное число выведенных из строя машин этого типа несколько больше, поскольку бои с их участием шли в Чехии вплоть до 11 мая 1945 года.

### Курская битва

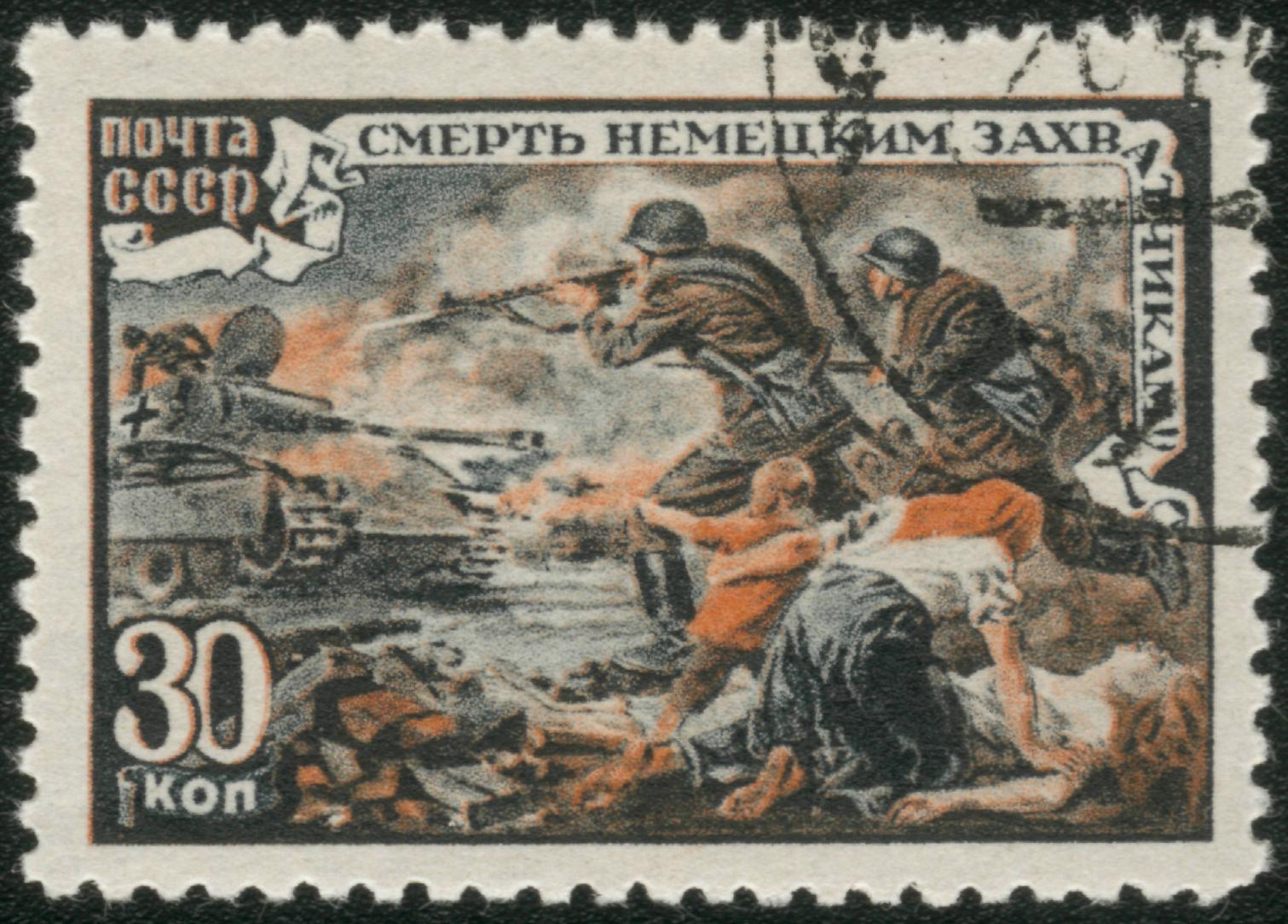
Подбитый Т-V на советской марке, 1944

Первыми частями, получившими новые танки, стали 51-й и 52-й танковые батальоны. В мае 1943 года они получили по 96 «Пантер» и другую положенную по штату технику, месяцем позже оба батальона вошли в состав 39-го танкового полка. Всего в полку насчитывалось 204 машины — по 96 в каждом батальоне и ещё 8 танков штаба полка. Командиром 39-го танкового полка был назначен майор Лаукерт. Перед началом операции «Цитадель» была сформирована 10-я танковая бригада, куда вошли 39-й танковый полк и танковый полк моторизованной дивизии «Великая Германия». Командиром бригады был назначен полковник Деккер. Бригада была оперативно подчинена дивизии «Великая Германия».
1-й батальон 2-го танкового полка (нем. I. Abteilung/SS-Panzer-Regiment 2) 2-й моторизованной дивизии СС «Рейх», который 17 апреля 1943 года отбыл в Германию для получения новой техники — танков «Пантера», вернулся на фронт уже после завершения Курской битвы.
5 июля 1943 года немецкие части перешли в наступление на широком фронте под Курском. 39-й танковый полк атаковал позиции советских войск в районе села Черкасское и, несмотря на упорное сопротивление частей 67-й и 71-й гвардейских стрелковых дивизий, а также контратаку 245-го отдельного танкового полка, к вечеру занял село. При этом за первый день боёв потери составили 18 «Пантер». 6 июля танки 10-й танковой бригады вместе с частями дивизии «Великая Германия» атаковали в направлении Луханина, но были остановлены частями 3-го механизированного корпуса, потери составили 37 «Пантер». На следующий день наступление продолжилось и, несмотря на отчаянное сопротивление советских войск, части 10-й танковой бригады заняли село Гремучее, весь день отбивая атаки советских танков и пехоты. К исходу дня в строю осталось всего 20 боеспособных танков.
В последующие дни боёв ударная мощь 39-го полка значительно снизилась; на вечер 11 июля боеспособными были 39 танков, 31 машина была потеряна безвозвратно и 131 танк требовал ремонта. 12 июля 39-й полк был выведен из боя для приведения в порядок материальной части. Новая атака 10-й бригады состоялась 14 июля, часть вновь понесла потери и к вечеру имела боеспособными 1 Pz.Kpfw. III, 23 Pz.Kpfw. IV и 20 «Пантер». Несмотря на хорошую работу ремонтных служб (в день возвращалось в строй до 25 машин), потери 39-го полка были значительные, и к 18 июля 51-й батальон имел в строю 31 танк и 32 требовали ремонта, в 52-м батальоне было 28 боеспособных машин и 40 «Пантер» нуждалось в ремонте. На следующий день 51-й танковый батальон передал оставшиеся танки 52-му и отбыл под Брянск за новыми танками, имея на счету (по немецким данным) 150 подбитых и уничтоженных советских танков, безвозвратно потеряв в боевых действиях 32 «Пантеры». В дальнейшем батальон был включён в состав танкового полка дивизии «Великая Германия».
52-й батальон в течение 19—21 июля был переправлен под Брянск, продолжил воевать уже в составе 52-го армейского корпуса, а потом был включён в состав 19-й танковой дивизии. В последующих боях батальон понёс большие потери и последние «Пантеры» потерял в боях за Харьков.
Первый опыт боевого применения танков «Пантера» выявил как достоинства, так и недостатки танка. В числе достоинств нового танка немецкие танкисты отмечали надёжную защиту лобовой проекции корпуса (на тот момент неуязвимую для большинства танковых и противотанковых советских орудий), мощную пушку, позволявшую поражать все советские танки и САУ в лоб, хорошие прицельные приспособления. Однако защита остальных проекций танка была уязвима для огня 76-мм и 45-мм танковых и противотанковых орудий на основных дистанциях боя, также было зафиксировано несколько случаев пробития лобовой проекции башни 45-мм подкалиберными и 76-мм калиберными бронебойными снарядами. Ниже приведена таблица повреждений танков «Пантера», осмотренных комиссией НИИИ БТ с 20 по 28 июля 1943 года на участке прорыва советского фронта немецкими войсками вдоль шоссе Белгород — Обоянь.
| Сведения о повреждениях танков «Пантера», обследованных комиссией НИИ БТ полигона с 20 по 28 июля 1943 года |                    | |                                                                                         |                   |                    |
| № п/п | Количество пробоин | Характер повреждения | Калибр и тип снаряда                                                                    | Толщина брони, мм | Угол наклона брони |
| 1 | —                  | Танк вышел из строя по техническим причинам, взорван немцами при отступлении | —                                                                                       | —                 | —                  |
| 2 | 1                  | Пробит кормовой лист, разбит двигатель, танк сгорел | 76-мм бронебойный                                                                       |                   | 30                 |
| 3 | 1                  | Пробит кормовой лист, разбит двигатель, танк сгорел | 76-мм бронебойный                                                                       | 40                | 30                 |
| 4 | 1 2 3 4, 5, 6      | Пробита наклонная бортовая броня Пробит каток и нижняя бортовая броня Пробита кормовая броня башни                                                                                           | 76-мм бронебойный 76-мм бронебойный 45-мм бронебойный                                   | 40 40 45          | 42 0 25            |
| 5 | 1, 2, 3 4 5 6 7 8  | Пробит бортовой лист башни Пробита маска орудия сбоку Рикошет, верхний лобовой лист Пробита маска в передней части Пробита нижняя бортовая броня Пробита верхняя бортовая броня, танк сгорел | 45-мм бронебойный 76-мм бронебойный — 45-мм бронебойный подкалиберный 76-мм бронебойный | 45 50 85 100 40   | 25 0 — 0 —         |
| 6 | 1 2 3 4            | Пробита бортовая наклонная броня Пробита бортовая наклонная броня Пробит бортовой лист башни                                                                                                 | 76-мм бронебойный 76-мм бронебойный 45-мм бронебойный                                   | 40 40 45          | 45 45 25           |
| 7 | 1 2 3              | Пробита кормовая броня Пробит ствол пушки Разбита ходовая часть | 76-мм бронебойный 45-мм бронебойный —                                                   | 40 —              | 30 —               |
| 8 | 1 2                | Рикошет, верхний лобовой лист Пробита бортовая наклонная броня | 76-мм бронебойный 76-мм бронебойный                                                     | 85 40             | — 42               |
| 9 | —                  | Прямое попадание авиабомбы; полностью разрушен | 100-кг авиабомба                                                                        | —                 | —                  |
| 10 | 1 2, 3 4           | Пробита бортовая наклонная броня Пробита верхняя броня Рикошет, верхний лобовой лист; танк сгорел                                                                                            | 76-мм бронебойный 76-мм бронебойный —                                                   | 40 40 85          | 42 30 —            |
| 11 | —                  | Танк подорвался на минах, разрушена ходовая часть, танк сгорел | —                                                                                       | —                 | —                  |
| 12 | 1 2 3              | Пробита нижняя бортовая броня Пробита верхняя бортовая броня Рикошет, верхний лобовой лист; танк взорван немцами при отступлении                                                             | 76-мм бронебойный 76-мм бронебойный —                                                   | 40 40 —           | 0 42 —             |
| 13 | 1 2                | Рикошет, верхний лобовой лист Рикошет, нижний лобовой лист; танк вышел из строя по техническим причинам                                                                                      | — —                                                                                     | 85 65             | — 53               |
| 14 | —                  | Танк вышел из строя по техническим причинам | —                                                                                       | —                 | —                  |
| 15 | 1 2, 3             | Пробита кормовая броня; танк сгорел Рикошет, верхний лобовой лист | 85-мм бронебойный —                                                                     | 40 85             | 30 57              |
| 16 | 1                  | Пробита кормовая броня; танк сгорел | 76-мм бронебойный                                                                       | 40                | 30                 |
| 17 | 1                  | Пробита верхняя бортовая броня; танк взорван немцами при отступлении | 76-мм бронебойный                                                                       | 40                | 42                 |
| 18 | —                  | Танк застрял на стрелковом окопе; взорван немцами при отступлении | —                                                                                       | —                 | —                  |
| 19 | 1 2                | Пробита верхняя бортовая броня Рикошет, верхний лобовой лист; танк сгорел | 76-мм бронебойный                                                                       | 40 85             | 42 —               |
| 20 | 1, 2 3             | Пробита верхняя бортовая броня Вмятина на маске пушки спереди; танк взорван немцами при отступлении                                                                                          | 45-мм бронебойный 76-мм бронебойный                                                     | 40 100            | 42 —               |
| 21 | 1 2                | Пробит лобовой лист башни Рикошет, верхний лобовой лист корпуса | 85-мм бронебойный —                                                                     | 100 85            | 25 57              |
| 22 | 1 2                | Разбита гусеница Пробит верхний бортовой лист | 76-мм бронебойный 76-мм бронебойный                                                     | — 40              | — 0                |
| 23 | 1, 2               | Пробита верхняя бортовая броня; танк сгорел | 76-мм бронебойный                                                                       | 40                | 42                 |
| 24 | —                  | Танк подорвался на фугасе; разрушена гусеница и ведущий каток | —                                                                                       | —                 | —                  |
| 25 | —                  | Танк подорвался на фугасе; разрушена гусеница и ведущий каток | —                                                                                       | —                 | —                  |
| 26 | 1                  | Рикошет, верхний лобовой лист; танк подорвался на фугасе; разрушена гусеница и ведущий каток                                                                                                 | —                                                                                       | 85                | —                  |
| 27 | —                  | Танк вышел из строя по техническим причинам | —                                                                                       | —                 | —                  |
| 28 | 1, 2               | Пробита маска сбоку; разбит орудийный прицел | 45-мм бронебойный                                                                       | 50                | 0                  |
| 29 | 1 2                | Пробита верхняя бортовая броня Пробита башня; танк сгорел | 85-мм бронебойный                                                                       | 40 45             | 0 —                |
| 30 | 1                  | Пробита верхняя бортовая броня | 85-мм бронебойный                                                                       | 40                | 42                 |
| 31 | 1                  | Пробита нижняя бортовая броня | 76-мм бронебойный                                                                       | 40                | 0                  |

### Применение «Пантер» на советско-германском фронте в 1944—1945 годах
Как уже отмечалось выше, после провала немецкого наступления на Курской дуге, оставшиеся «Пантеры» собрали в составе 52-го танкового батальона, который в августе 1943 года был переименован в I. Abteilung/Panzer-Regiment 15. 51-й танковый батальон был доукомплектован в Германии и остался в составе дивизии «Великая Германия». До ноября 1943 года на Восточный фронт прибыло ещё 3 батальона, укомплектованных новыми танками:
- I. Abteilung/SS-Panzer-Regiment 2, входивший в состав дивизии СС «Рейх» — 71 «Пантера».
- II. Abteilung/Panzer-Regiment 23 — 96 «Пантер».
- I. Abteilung/Panzer-Regiment 2 — 71 «Пантера».

В ходе осенних боёв опять отмечалось большое число технических неполадок в двигателе и трансмиссии танка, однако вновь орудие KwK 42 и лобовая бронезащита удостоились комплиментов немецких танкистов.
В ноябре 1943 года 60 танков было отправлено под Ленинград, где они были переданы в состав 9-й и 10-й авиаполевых дивизий (Luftfelddivisionen). Танки были врыты в землю и использовались в качестве долговременных огневых точек, 10 наиболее боеспособных машин остались на ходу как подвижный резерв. В этом же месяце на советско-германский фронт прибыло ещё два танковых батальона, оснащённых «Пантерами». В декабре все танки на ходу передали в состав 3 танкового корпуса.
Всего за 1943 год на советско-германский фронт был отправлен 841 танк «Пантера». По состоянию на 31 декабря 1943 года в боеспособном состоянии осталось 80 машин, ещё 137 танков нуждались в ремонте, а 624 «Пантеры» было потеряно. В дальнейшем число «Пантер» на фронте постоянно возрастало, и к лету 1944 года число боеспособных танков достигло максимума — 522 машины.
Однако в ходе масштабного летнего наступления советских войск Германия снова понесла тяжёлые потери в бронетехнике, и для пополнения танковых войск было сформировано 14 танковых бригад, в каждой из которых имелось по батальону «Пантер». Но только 7 из этих бригад попали на Восточный фронт, остальные были направлены в Нормандию для отражения начавшегося наступления союзных войск.
Всего с 1 декабря 1943 года по ноябрь 1944 года, на советско-германском фронте было потеряно 2116 «Пантер».
Последним эпизодом массового применения немцами танков стал контрудар в Венгрии, в районе озера Балатон. Впоследствии оснащённые танками «Пантера» части вермахта и войск СС принимали участие в обороне Берлина и боях в Чехии.

### «Пантеры» в Красной армии
Также танк «Пантера» использовался советскими войсками в качестве трофейных. Уже осенью 1943 г. одна захваченная «Пантера» непродолжительное время использовалась танкистами 59-го отдельного танкового полка. Трофейные танки «Пантера» использовались в Красной Армии до конца войны, но в очень незначительных количествах и эпизодически. Например, во время отражения немецкого наступления в районе озера Балатон в марте 1945 г. (операция вермахта «Весеннее пробуждение») 991-й САП подполковника Гордеева имел в своём составе 16 СУ-76М и три трофейных «Пантеры».

### «Пантеры» в Италии
Первые танки «Пантера» появились в Италии в августе 1943 года в составе 1-го батальона 1-й танковой дивизии СС «Лейбштандарт СС Адольф Гитлер». Всего в батальоне насчитывался 71 танк «Пантера» Ausf. D. В боях это подразделение не участвовало и в октябре 1943 года было отправлено назад в Германию.
Первой принявшей участие в боях частью стал 1-й батальон 4-го танкового полка, имевший 62 «Пантеры» модификаций Ausf. D и Ausf. A. Батальон участвовал в боях в районе Анцио и за несколько дней боёв понёс серьёзные потери. Так, на 26 мая 1944 года он насчитывал уже 48 танков, из них только 13 боеспособных. К 1 июня в батальоне осталось всего 6 «Пантер». 16 подбитых и уничтоженных танков были осмотрены американцами, причём из них только 8 машин имели следы боевых повреждений, а остальные были взорваны или сожжены своими экипажами при отступлении.
На 14 июня 1944 года 1-й батальон имел 16 «Пантер», из них 11 боеспособных; в июне — июле получил пополнение из 38 танков, в сентябре — ещё 18 «Пантер», и последнее пополнение из 10 машин батальон получил 31 октября 1944 года. В феврале 1945 года часть переименовали в 1-й батальон 26-го танкового полка, и он оставался в Италии вплоть до капитуляции всей итальянской группировки немецких войск в апреле того же года.

### Применение «Пантер» на Западном фронте

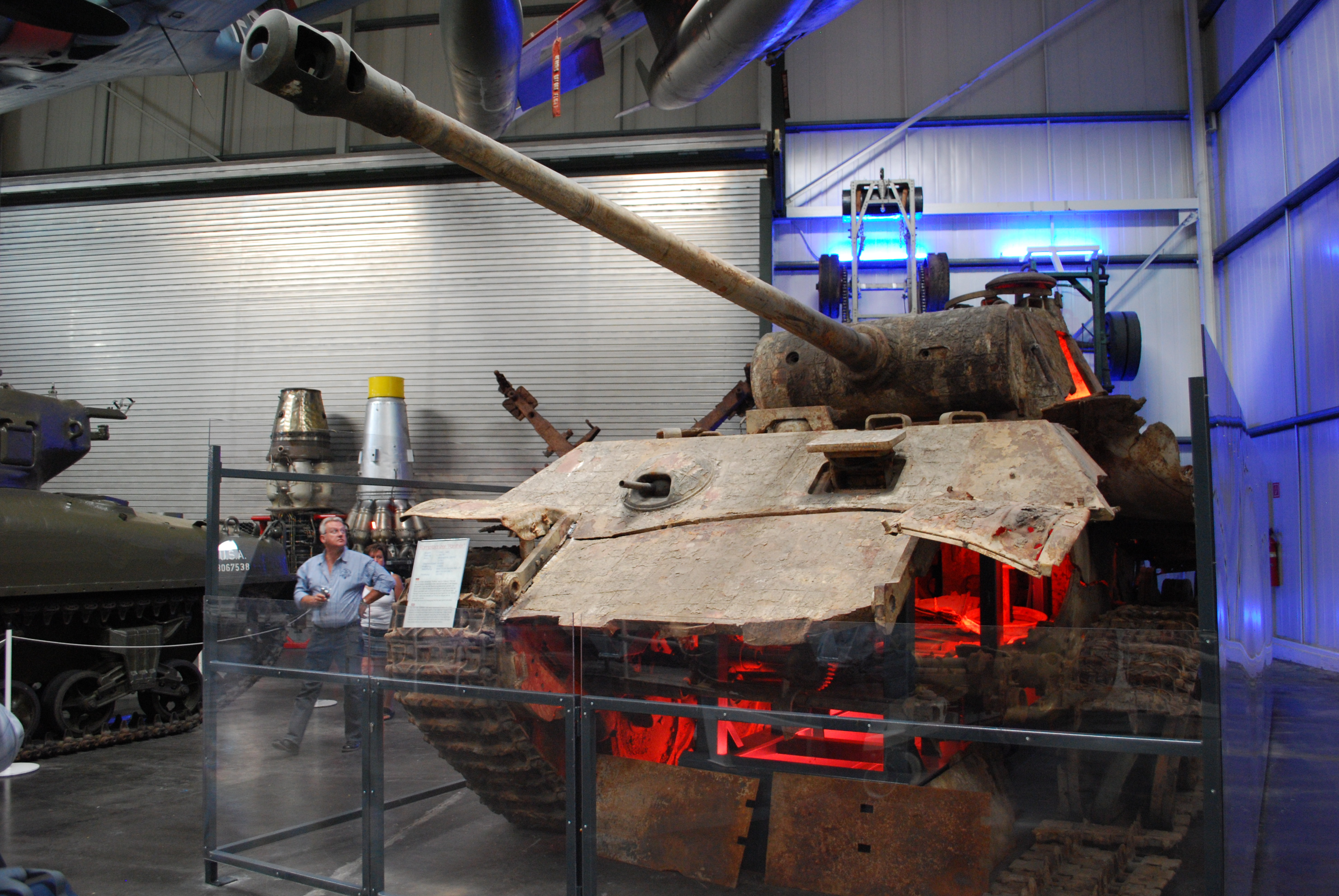
Музей техники. Зинсхайм. Германия.

На Западном фронте первыми получившими новые танки частями стали I. Abteilung/SS-Panzer-Regiment 12 (1-й батальон 12-го танкового полка СС) и I. Abteilung/Panzer-Regiment 6 (1-й батальон 6-го танкового полка). В июне и июле в Нормандию было отправлено ещё 4 батальона «Пантер». Эти подразделения вступили в бой уже в начале июня 1944 года, а к 27 июля безвозвратные потери «Пантер» составили 131 танк.
Новый немецкий танк оказался неприятным сюрпризом для союзников, так как его лобовая броня не поражалась штатными противотанковыми средствами, за исключением 17-фунтовой танковой и противотанковой британских пушек. За 2 летних месяца 1944 года англичанами было обследовано 176 подбитых и брошенных танков «Пантера», типы повреждений распределились следующим образом:
- Бронебойные снаряды — 47 танков.
- Кумулятивные снаряды — 8 танков.
- Фугасные снаряды — 8 танков.
- Авиационные ракеты — 8 танков.
- Авиационные пушки — 3 танка.
- Уничтожены экипажами — 50 танков.
- Брошено при отступлении — 33 танка.
- Не удалось установить тип повреждения — 19 танков.

Как видно из этого списка, процент «Пантер», уничтоженный авиацией и кумулятивными снарядами, достаточно мал. Гораздо чаще немцам приходилось уничтожать и бросать технику из-за недостатка горючего или технических неисправностей. Союзники существенно недооценили количество «Пантер», которое они ожидали встретить во Франции. По аналогии с «Тиграми» предполагалось, что «Пантеры» сосредоточены в отдельных тяжёлых танковых батальонах, и встречи с ними будут нечастым явлением. Реальность показала полную несостоятельность таких предположений — «Пантеры» составляли около половины всех немецких танков во Франции, в результате чего потери танковых войск союзников оказались гораздо выше ожидаемых. Положение ухудшалось тем обстоятельством, что пушка основного танка союзников M4 «Шерман» оказалась малоэффективной против лобовой брони «Пантер». Решением проблемы могли стать танки «Шерман Файрфлай», вооружённые английской 17-фунтовой пушкой с мощной баллистикой, а также широкое использование подкалиберных снарядов. Однако и тех и других было немного. В итоге успешная борьба с «Пантерами» основывалась на значительном численном преимуществе союзников и господстве их авиации, атаки которой по тыловым частям вермахта существенно снижали боеспособность немецких танковых подразделений.

### «Пантеры» в других странах

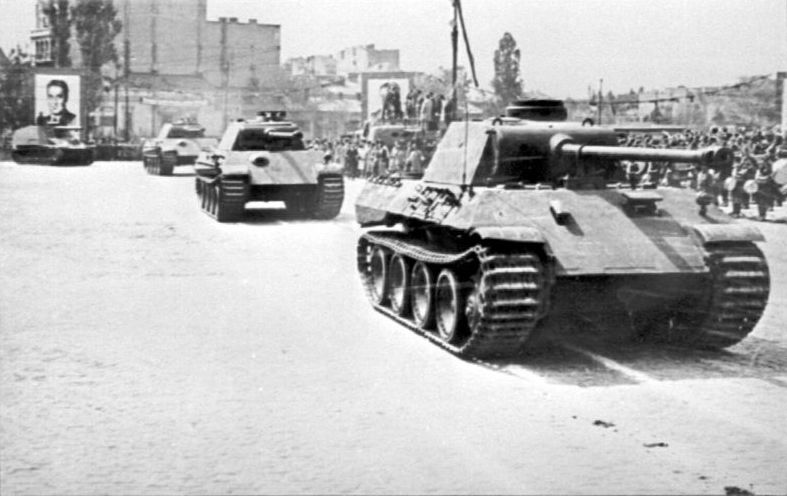
Трофейные танки «Пантера» дивизии «Тудор Владимиреску» на параде в Бухаресте, 10 мая 1946 года

Союзники Германии предпринимали попытки получить танки этого типа, однако успехом они не увенчались. Существовали планы серийного выпуска «Пантер» в Италии; пять танков заказала Венгрия и один — Япония, однако данные заказы выполнены не были. В 1943 году одна «Пантера» Ausf. A была продана Швеции. Некоторое количество трофейных «Пантер» использовалось советскими войсками (например, в 20-м танковом корпусе), первый такой случай датируется уже 5 августа 1943 года. Однако, по причине сложности технического обслуживания, необходимости использования высококачественного топлива и собственных боеприпасов, массового характера их использование не носило. В послевоенное время трофейные «Пантеры» несколько лет служили в войсках Франции, Болгарии, Румынии и Венгрии.

### Танкобашенные ДОТы (Pantherturm-ДОТ)

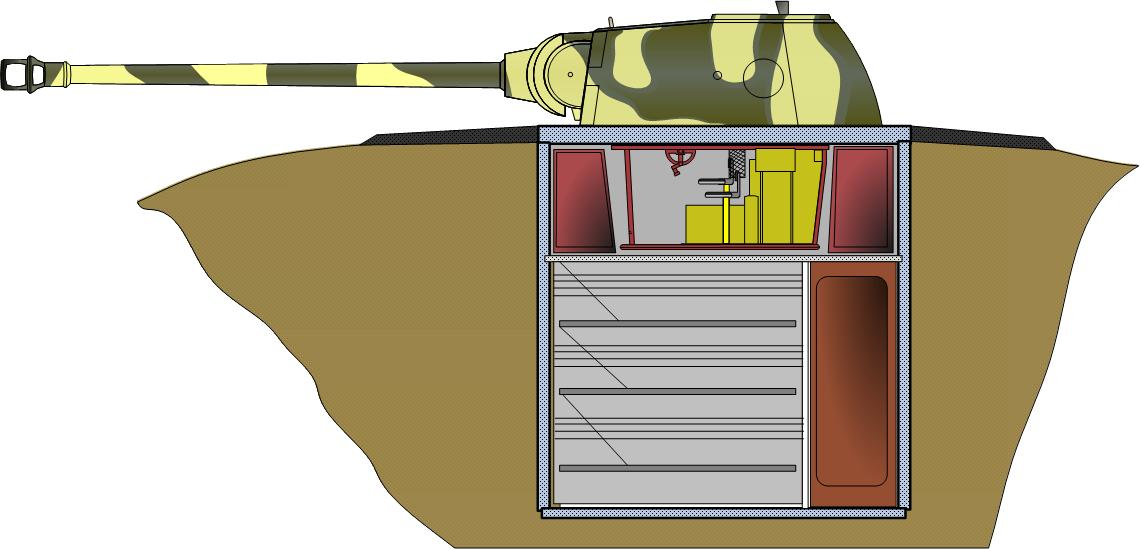
Танкобашенный дот

Помимо танков, башни «Пантер» применялись для установки в качестве долговременных огневых точек (ДОТ). Для этой цели использовались как штатные башни танков модификаций Ausf. D и Ausf. A, так и специальные башни, которые отличались усиленной до 56 мм крышей и отсутствием командирской башенки.
Существовало 2 модификации ДОТов с башнями от «Пантер»:
- Pantherturm I (Stahluntersatz) — башня устанавливалась на бронированное основание, сваренное из листов толщиной 80 мм, толщина основания башни 100 мм. Основание состояло из двух модулей, боевого и жилого. На верхний модуль устанавливалась башня, и в нём же размещался боекомплект. Нижний модуль использовался в качестве жилого отсека и имел два выхода, первый — через потайную дверь к выходу из ДОТа, второй — в переходную секцию к боевому модулю.
- Pantherturm III (Betonsockel) — вариант ДОТа с бетонным основанием, отличался от Pantherturm I несколько увеличенными размерами модулей, выполненных из железобетона, но особых конструктивных отличий не имел.

Также существовали упрощённые версии ДОТов, когда башня монтировалась только на верхний боевой модуль.
Подобные огневые точки применялись на Атлантическом вале, на Готической линии в Италии, на Восточном фронте, а также на улицах немецких городов. Часто в качестве ДОТов применялись закопанные по башню повреждённые танки «Пантера».
На конец марта 1945 года было произведено 268 Pantherturm-ДОТов.

## Оценка проекта
Оценка «Пантеры» является трудным для решения и неоднозначным вопросом. Объективный анализ «Пантеры» должен учитывать все аспекты этого танка — конструкцию, технологичность и надёжность в эксплуатации, заложенный в машину потенциал развития, боевое применение.
С точки зрения реалий войны этот танк полностью отражал ставшей оборонительной военную доктрину после поражений на фронтах Великой Отечественной войны. Ещё более стойкая лобовая броня и ещё большая бронепробиваемость орудийного выстрела, башня небольших размеров и значительные углы вертикальной наводки, высокая точность орудия и дорогостоящие снаряды — всё это характерные черты именно оборонительного танка. «Пантера» стала одним из самых массовых танков вермахта.

### Конструкция и потенциал развития

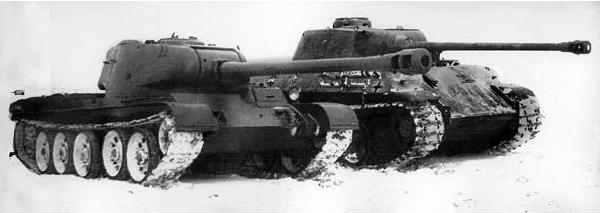
Прототип танка T-44-122 в ходе сравнительных испытаний с германской «Пантерой». Т-44 заметно ниже как по высоте корпуса, так и по общей высоте танка.

«Пантера» полностью соответствует канонам немецкой школы танкостроения времён Второй мировой войны — расположение трансмиссии в лобовой оконечности машины, боевого отделения с башней в середине бронекорпуса и двигателя в кормовой части. Подвеска индивидуальная с использованием двойных торсионов, опорные катки большого диаметра располагаются в «шахматном» порядке, ведущие колёса переднего расположения. Соответственно, такие компоновочные и конструктивные решения определяют общий набор достоинств и недостатков «Пантеры». К первым относятся хорошая плавность хода, равномерное распределение массы на узлы подвески, размещение башни по центру корпуса, отсутствие люков на верхней лобовой части корпуса, большой объём боевого отделения, повышающий комфортность работы экипажа. Недостатками являются больша́я высота машины из-за необходимости передачи крутящего момента от двигателя к агрегатам трансмиссии посредством карданных валов под полом боевого отделения, бо́льшая уязвимость узлов трансмиссии и ведущих колёс из-за их расположения в наиболее подверженной обстрелу лобовой части машины, ухудшенные условия работы механика-водителя и стрелка-радиста из-за шума, тепла и запахов, исходящих от узлов и агрегатов трансмиссии. Кроме того, помимо лучшей заметности на поле боя, больша́я высота негативно сказывается на общей массе машины, снижая её динамические характеристики по сравнению с танками иной компоновочной схемы.
Ещё одним преимуществом компоновки «Пантеры» являлось размещение топливных баков вне обитаемых мест танка, что повышает пожаробезопасность и выживаемость экипажей при поражении машины. В советских танках плотная компоновка вынуждала размещать топливные баки прямо в боевом отделении. Также имелась автоматическая система пожаротушения в моторном отделении танка. В то же время компоновка не гарантировала защиту танка от пожаров, поскольку в отделении управления «Пантеры» располагались агрегаты трансмиссии, а в боевом отделении — гидропривод механизма поворота башни. Машинное масло в агрегатах трансмиссии и жидкость в гидроприводе легко воспламенялись, не раз очаги возгорания подбитых танков располагались именно в лобовой оконечности машины.
Советский средний танк Т-44, принятый на вооружение в середине 1944 года, но не принимавший участия в боевых действиях, при значительно меньшей массе и габаритах (особенно по высоте) обладал несколько более сильной лобовой и бортовой бронезащитой корпуса, чем «Пантера». Немецким конструкторам вынужденно пришлось увеличить массу и габариты своих новых машин по ходу войны, тогда как советскими инженерами новые машины разрабатывались за счёт заложенных в компоновке резервов. «Пантера» создавалась «с нуля», без преемственности с уже существующими конструкциями, что породило некоторые трудности производственного характера.
С другой стороны, немецкие конструкторы были удачливы в том плане, что их английские коллеги сумели только к концу войны создать некую альтернативу «Пантере» в виде танка «Комета», уступавшего «Пантере» в бронировании, но превосходящего её в манёвренности, а американский танк M26 «Першинг», приблизительно равный по характеристикам «Пантере», поступил в небольшом количестве в войска большей частью для испытаний в боевой обстановке в феврале 1945 года и уже не сыграл никакой роли в сражениях Второй мировой войны.

### Технологичность
«Пантера» планировалась как основной танк сухопутных войск с существенным объёмом выпуска — 600 танков в месяц. Однако большая масса машины, сложность и неотлаженность конструкции по сравнению с надёжными и хорошо освоенными в производстве Pz.Kpfw. III и Pz.Kpfw. IV привели к тому, что объёмы выпуска были существенно ниже запланированных. При этом развёртывание серийного производства «Пантеры» пришлось на весну—лето 1943 года, когда нацистская Германия официально вступила в стадию «тотальной войны» и значительная часть квалифицированных рабочих, на которых в известной степени базировалась немецкая промышленность, была призвана в вермахт (а впоследствии — и в фольксштурм). Поскольку их принудительная замена немецкими женщинами была неприемлема для руководства нацистской Германии по идеологическим соображениям, пришлось использовать военнопленных и насильственно угнанных на работы в Германию гражданских лиц из захваченных стран Западной и Восточной Европы. Использование рабского труда, удары англо-американской авиации по заводам, участвующим в выпуске «Пантеры» и её узлов, агрегатов и комплектующих, связанные с этим эвакуации и перенаправления грузопотоков не способствовали выполнению производственных планов.
Таким образом, при возможном снятии и Pz.Kpfw. III и Pz.Kpfw. IV с производства, технологические трудности в освоении нового танка могли привести к резкому провалу в танковом производстве, что было бы неприемлемо для Германии.
В результате, немцам пришлось сохранить в производстве планировавшийся к снятию Pz.Kpfw. IV, и именно он, а не «Пантера», стал наиболее массовым танком (если считать все выпущенные «четвёрки»; за 1943—1945 годы было выпущено приблизительно равное число этих машин) Германии времён Второй мировой войны. Тем самым в роли «основного боевого танка» вермахта в тот период «Пантера» оказалась «на равных» с Pz.Kpfw. IV и проиграла Т-34 или «Шерманам», которые были самыми массовыми танками стран антигитлеровской коалиции и которых в 1943—1945 годах было выпущено намного больше, чем «Пантер».

### Надёжность
Некоторыми[кем?] считается, что отправленные на фронт летом 1943 года танки Pz.Kpfw. V «Пантера» отличались не очень высокой для немецких машин надёжностью — небоевые потери среди них были достаточно значительными. На начальном этапе этот факт объяснялся недоработанностью новой машины и слабым освоением её личным составом. По ходу серийного производства некоторые из проблем удалось решить, другие же преследовали танк до самого конца войны. Свой вклад в низкую надёжность машины внесла и «шахматная» конструкция ходовой части. Грязь, набивавшаяся между опорными катками машины, зимой могла замерзнуть и полностью обездвижить танк. Замена повреждённых подрывами на минах или артиллерийским огнём внутренних опорных катков была трудоёмкой операцией, иной раз занимая несколько часов.

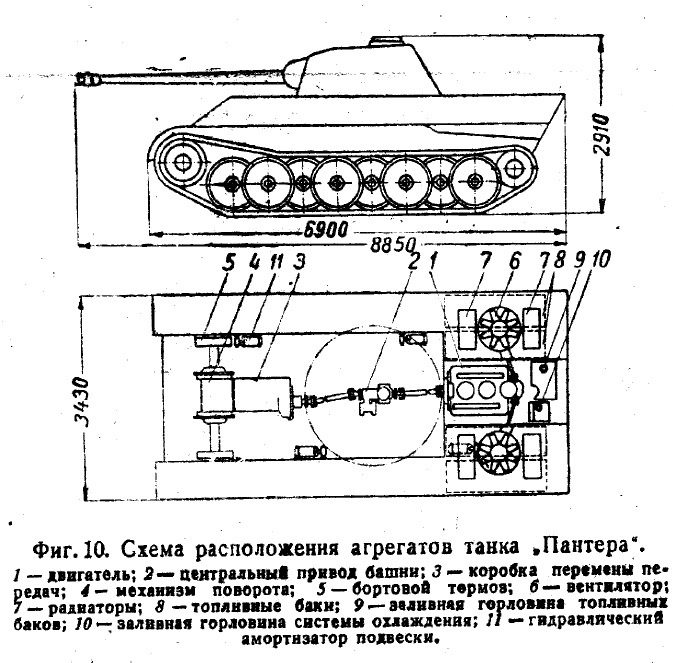
Схема расположения агрегатов танка «Пантера», составленная советскими специалистами по итогам изучения захваченных машин

### Оценка танка «Пантера» советскими специалистами
«Наиболее современным немецким тяжелым танком следует считать танк „Пантера“, который, при общих его технически и конструктивных недостатках, обладает: мощным вооружением с совершенной оптикой, сильной броневой защитой лобовой части танка и башни, хорошей манёвренностью и удовлетворительной проходимостью, современной трансмиссией, простой в производстве и надёжной в работе.
К недостаткам танка „Пантера“ относятся:
а) большой — сравнительно с вооружением и бронированием — вес, вследствие излишне развитых габаритов танка по высоте и ширине;
б) слабость бортового и кормового бронирований танка, являющихся наиболее уязвимыми. Бортовое и кормовое бронирование не соответствует назначению танка;
в) громоздкость и неудобство пользования гидромеханизмом поворота башни, что особенно недопустимо при её неуравновешенности;
г) ненадёжность работы двигателя, привода вентилятора и бортовой передачи вследствие конструктивных недоработок.
Несмотря на ряд недостатков, танк „Пантера“ в руках противника представляет грозное оружие и поэтому, во избежание лишних потерь материальной части, борьба с ним должна быть хорошо организована.
Бортовая броня танка „Пантера“ пробивается бронебойным снарядом 85-мм пушки и более мощных калибров с дистанции действительного огня (1000—1500 м).
Бронебойный снаряд 76-мм пушки пробивает борт с дистанции 1000 м.

Тяжелый танк „Тигр“ во всех отношениях уступает танку „Пантера“…»

### Оценка боевого применения

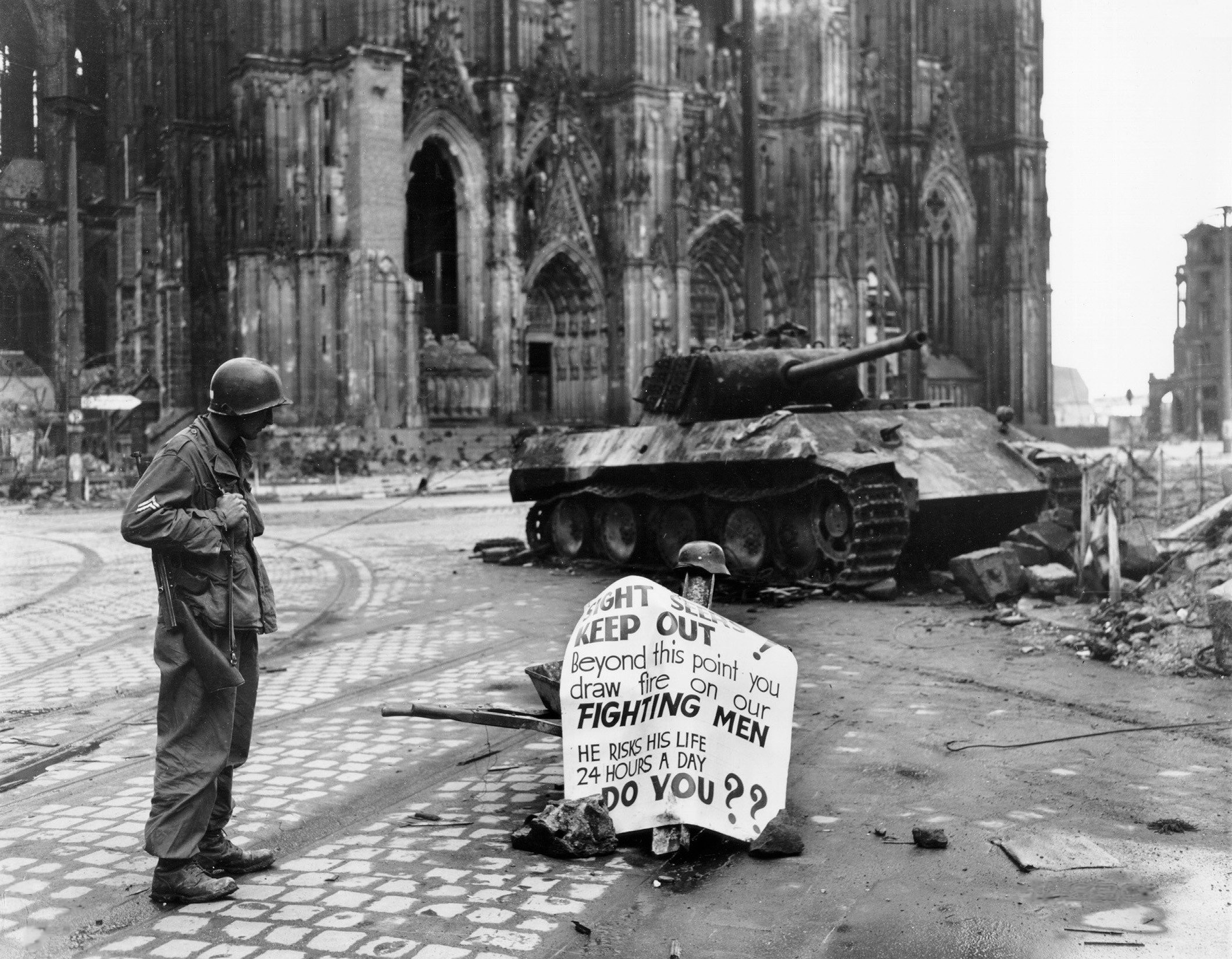
Выведенный из строя танк «Пантера»
(Кёльн, Германия, 1945

Оценка в плане боевого применения является самой неоднозначной среди всех аспектов, связанных с «Пантерой». Западные источники склонны к полному доверию немецким данным по боевому применению «Пантеры», зачастую мемуарного плана, и полностью игнорируют советские документальные источники. Такой подход подвергается серьёзной критике в работах российских историков танкостроения М. Барятинского и М. Свирина. Ниже приводятся некоторые факты, позволяющие составить более объективное мнение о достоинствах и недостатках «Пантеры» в бою.
Танк имел ряд безусловных плюсов — комфортные условия работы экипажа, качественная оптика, высокая скорострельность, большой возимый боезапас и высокая бронепробиваемость пушки KwK 42 не подлежат сомнению. В 1943 году бронепробиваемость снарядов пушки KwK 42 обеспечивала поражение любого воевавшего тогда танка стран антигитлеровской коалиции на дистанциях до 2000 м, а верхняя лобовая бронеплита обеспечивала защиту экипажа «Пантеры» от снарядов противника, в какой-то мере и от 122-мм или 152-мм крупнокалиберных за счёт рикошета (хотя в лобовой проекции танка имелись уязвимые места — маска орудия и нижняя лобовая деталь). Эти бесспорные положительные качества послужили основой для идеализации «Пантеры» в популярной литературе.
С другой стороны, в 1944 году ситуация изменилась — на вооружение армий СССР, США и Великобритании были приняты новые образцы танков, артиллерийских орудий и боеприпасов. Нехватка легирующих элементов для броневых сталей вынудила немцев использовать заменители (в частности, ванадий вместо молибдена), и вязкость (живучесть) брони «Пантер» поздних выпусков снизилась по сравнению с выпущенными до 1944 года машинами. 90-мм пушки американских танков M26 «Першинг» (впервые применены в феврале 1945 года) и САУ M36 «Джексон» также не имели трудностей в решении этой задачи. Орудия калибров 100, 122 и 152 мм советских танков ИС-2 и САУ СУ-100, ИСУ-122, ИСУ-152 иногда буквально проламывали ставшую повышенно хрупкой броню «Пантеры». Использование тупоголовых снарядов с баллистическим наконечником типов БР-471Б и БР-540Б в значительной мере решило проблему рикошетирования. Советские испытания обстрелом показали, что 85-мм броня верхней лобовой детали «Пантеры» пробивается 122-мм тупоголовым снарядом на расстоянии 2500 м со значительным запасом по увеличении дистанции обстрела, а при попадании его в башню на расстоянии 1400 м последняя при сквозном пробитии срывается с погона и смещается на 50 см от оси вращения. По результатам стрельб на полигоне также было установлено, что 100-мм остроголовый бронебойный снаряд БР-412 пушки Д-10С самоходной установки СУ-100 способен пробить лобовую броню Pz.Kpfw. V Panther Ausf. G на дистанции 1500 м, превосходя расчётные данные и табличную бронепробиваемость.
Утверждения немецкой стороны о превосходстве «Пантеры» над тяжёлыми танками других стран в 1944—1945 годах в известной степени получены отбором данных, благоприятных для немецкой стороны. Например, вывод о превосходстве «Пантеры» над ИС-2 в лобовом бою не конкретизирует, какая «Пантера» против какого ИС-2 (последних насчитывалось 6 модификаций). Немецкий вывод справедлив для «Пантеры» с лобовой бронёй высокого качества против ИС-2 образца 1943 года с литой «ступенчатой» верхней лобовой деталью и остроголовыми бронебойными боеприпасами БР-471 для его пушки — фактически для условий начала — середины 1944 года. Лоб такого ИС-2 пробивался пушкой KwK 42 с 900—1000 м, тогда как верхняя лобовая деталь «Пантеры» имела значительный шанс отразить остроголовый снаряд БР-471. Однако при этом существует высокая вероятность выхода из строя коробки перемены передач и бортовых редукторов танка. Тем не менее, выпадение из рассмотрения этого случая можно аргументировать тем, что повреждения трансмиссии не приведут к немедленной безвозвратной потере танка. Более серьёзным контраргументом немецкой оценке служит полное игнорирование случая боя «Пантеры» с лобовой бронёй низкого качества против ИС-2 образца 1944 года с катаной спрямлённой лобовой бронёй и тупоголовыми снарядами БР-471Б. Верхняя лобовая деталь ИС-2 этой модели не пробивалась любыми снарядами 75-мм калибра при стрельбе в упор, тогда как аналогичная бронедеталь «Пантеры» пробивалась или раскалывалась на дистанции более 2500 м, причём повреждения в этом и большинстве случаев приводили к безвозвратной потере машины. Поскольку нижняя лобовая деталь и маска пушки сравниваемых танков были одинаково уязвимы для обеих сторон, это ставит «Пантеру» позднего выпуска (при равной выучке экипажей) в явно невыгодное положение против ИС-2 образца 1944 года с катаной лобовой бронёй. В целом этот вывод подтверждается советскими отчётами по статистике безвозвратно выведенных из строя ИС-2 в 1944 году. Они утверждают, что снарядные попадания калибра 75 мм были причиной безвозвратных потерь лишь в 18 % случаев.
В 1944 году в боях против советских войск были отмечены случаи, когда башня «Пантеры» не выдерживала попадания осколочного снаряда[какого?]. Это было связано с тем, что к тому моменту Германия уже потеряла Никопольское месторождение марганца, другие источники снабжения в Норвегии и Финляндии, а без марганца (и молибдена) производство броневых сталей германских спецификаций было невозможно.
Главной слабостью «Пантеры», признаваемой всеми авторами, была её относительно тонкая бортовая броня. Поскольку в наступлении основной задачей танка является борьба с окопавшейся пехотой, артиллерией и фортификациями противника, которые могут быть хорошо замаскированными или образовывать сеть опорных пунктов, важность хорошего бортового бронирования нельзя недооценивать — вероятность в таких условиях подставить борт под огонь противника достаточно высока. В отличие от «Тигра» и САУ «Фердинанд», борта «Пантеры» защищала 45-мм броня с наклоном 25° от вертикали. Как следствие, при стрельбе по бортам «Пантеры» успеха иногда добивались даже лёгкие 45-мм противотанковые орудия. 76-мм танковые и противотанковые пушки (не говоря уже о 57-мм ЗИС-2) также уверенно поражали танк при стрельбе в борт. Именно поэтому «Пантера» не вызвала большого шока у советских войск, в отличие от «Тигра» или «Фердинанда», в 1943 году практически непробиваемых штатными противотанковыми средствами даже при стрельбе в борт. В то же время, относительная слабость бортовой брони была характерна для всех массовых средних танков Второй мировой войны: борта Pz.Kpfw. IV были защищены лишь 30-мм вертикальной бронёй, борта «Шермана» — 38-мм, борта Т-34 — 45-мм с наклоном. Хорошо забронированные борта имели лишь специализированные тяжёлые танки прорыва, такие как КВ, «Тигр» и ИС-2.
Лучше всего «Пантеры» проявили себя в активной обороне в виде засад, обстрела наступающих танков противника с больших дистанций, контратак, когда минимизируется влияние слабости бортовой брони. Особенно в этом качестве «Пантеры» преуспели в стеснённых обстоятельствах боя — в городах и горных проходах Италии, в зарослях живых изгородей (бокажах) в Нормандии. Противник был вынужден иметь дело только с солидной лобовой защитой «Пантеры», без возможности фланговой атаки для поражения слабой бортовой брони. Кроме того, поздние проектные проработки по усовершенствованию танков «Пантера» путём замены вооружения на ещё более мощную 75-мм пушку L/100 или 88-мм пушку KwK 43 L/71 свидетельствуют о том, что в конце 1944 — начале 1945 года немецкие специалисты фактически признали недостаточное действие 75-мм KwK 42 по сильнобронированным целям.
Журналист и военный историк М. Свирин оценивает «Пантеру» так:

Да, «Пантера» была сильным и опасным противником, и может считаться одним из наиболее удачных немецких танков Второй мировой войны. Но при этом не следует забывать, что этот танк был очень дорогим и сложным в производстве и обслуживании, а при грамотном противодействии горел не хуже других.

### Аналоги
В массогабаритной категории 40—50 тонн аналогами «Пантеры» (среднего танка с длинноствольной пушкой унитарного заряжания) могут выступать только советские танки типов КВ-85 и ИС-1, ИС-2 (орудие имело раздельно-гильзовое заряжание) и американский M26 «Першинг». Советские машины являлись тяжёлыми танками прорыва и непосредственной поддержки пехоты, но главное их оружие — 85-мм танковая пушка Д-5Т и 122 мм танковая пушка Д-25Т — задумывалось в том числе и как средство борьбы с новыми немецкими тяжёлыми танками. С этой точки зрения они (как танковые орудия) уступают «Пантере» (85 мм- по пробиваемости, 122 мм — по скорострельности и боекомплекту), хотя равноценные шансы на успех были даже в наиболее выгодном для «Пантеры» лобовом бою (на дистанции до 1000 м для 85 мм Д-5Т и более 2500 м для 122 мм Д-25Т). M26 «Першинг» был крайне запоздалой реакцией на появление Pz.Kpfw. V, но по своим боевым качествам он вполне соответствовал уровню «Пантеры», отзывы американских танкистов о своём новом тяжёлом танке были весьма позитивны — он позволил им драться с «Пантерой» на равных.
Наиболее массовый советский тяжёлый танк ИС-2 позднего периода войны при всей внешней схожести его массогабаритных характеристик с «Пантерой» использовался не как основной танк (первичное назначение «Пантеры»), а как танк прорыва с совершенно иным балансом брони и вооружения. В частности, большое внимание уделялось хорошему бортовому бронированию и мощности огня против небронированных целей. Мощность 122-мм пушки Д-25Т у ИС-2 была почти вдвое выше, чем у 75-мм KwK 42, но заявленные бронепробиваемости вполне сравнимы (при этом следует учитывать разные методики определения бронепробиваемости в СССР и Германии, а также отсутствие в боекомплекте Д-25Т подкалиберного снаряда). В целом обе машины были хорошо приспособлены для поражения себе подобных, хотя и на основании разных подходов к решению этой задачи.
Также по концепции близка к «Пантере» английская модификация среднего танка «Шерман» — «Шерман Файрфлай», имевший сравнимую с «Пантерой» бронепробиваемость своей пушки (однако этот танк был намного легче по массе, так как имел более слабое лобовое бронирование), а также и выпущенный в конце 1944 года английский танк «Комета» вооружённый танковой пушкой QF 77 mm HV, уступая несколько в бронировании «Пантере», он весил на 10 тонн меньше и обладал более высокой огневой мощью, скоростью и манёвренностью.
Среди поздних немецких танков Pz.Kpfw. V «Пантера» был самым лёгким, но имел более сбалансированную защиту лба корпуса, чем «Тигр I», и лучшую подвижность по сравнению как с «Тигром I», так и с «Тигром II».

## Сохранившиеся экземпляры
До нашего времени сохранилось 27 танков «Пантера» различных модификаций, из них 5 танков на ходу.

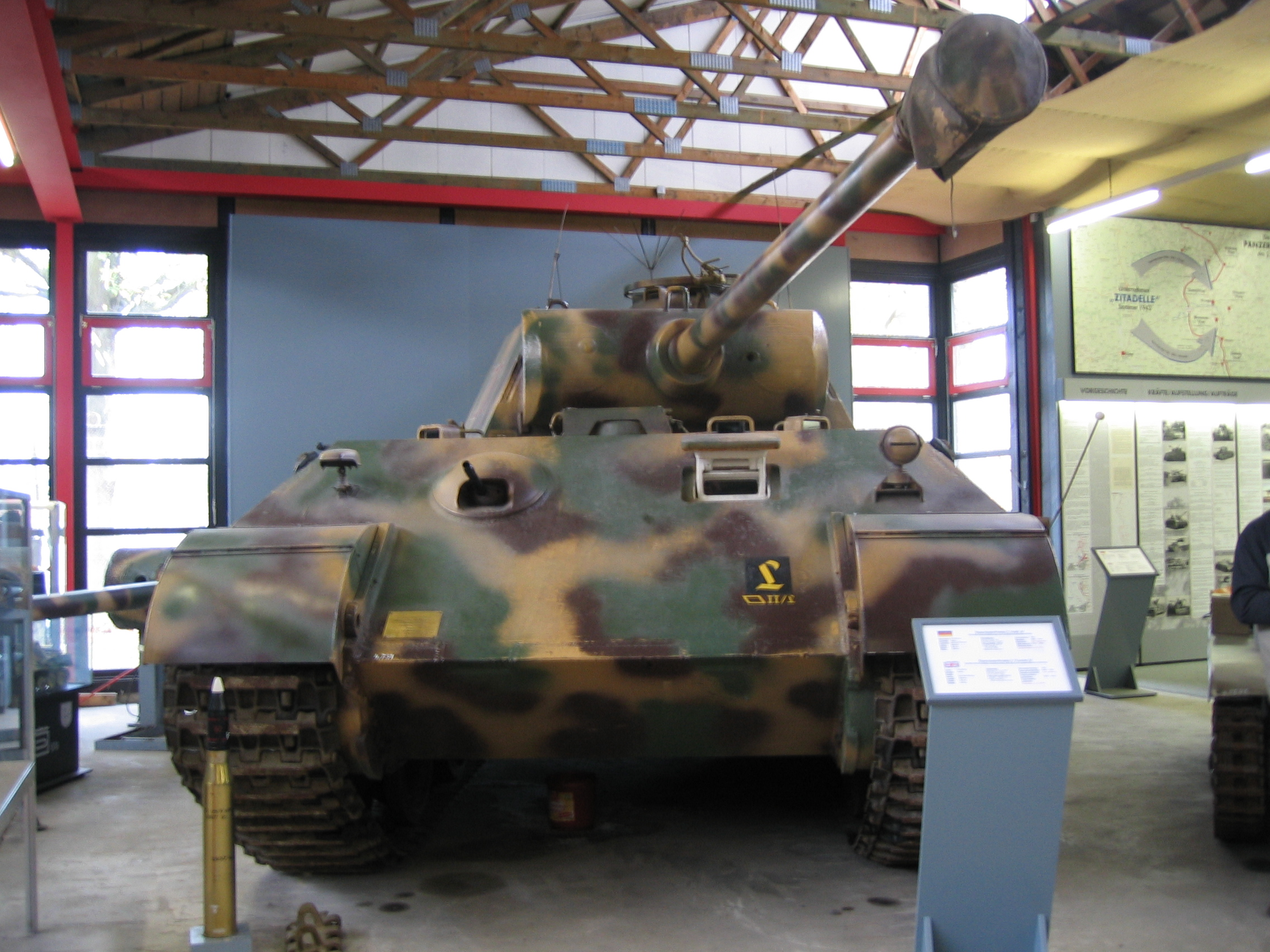
Pz.Kpfw. V Ausf. A в Мунстере. Германия.

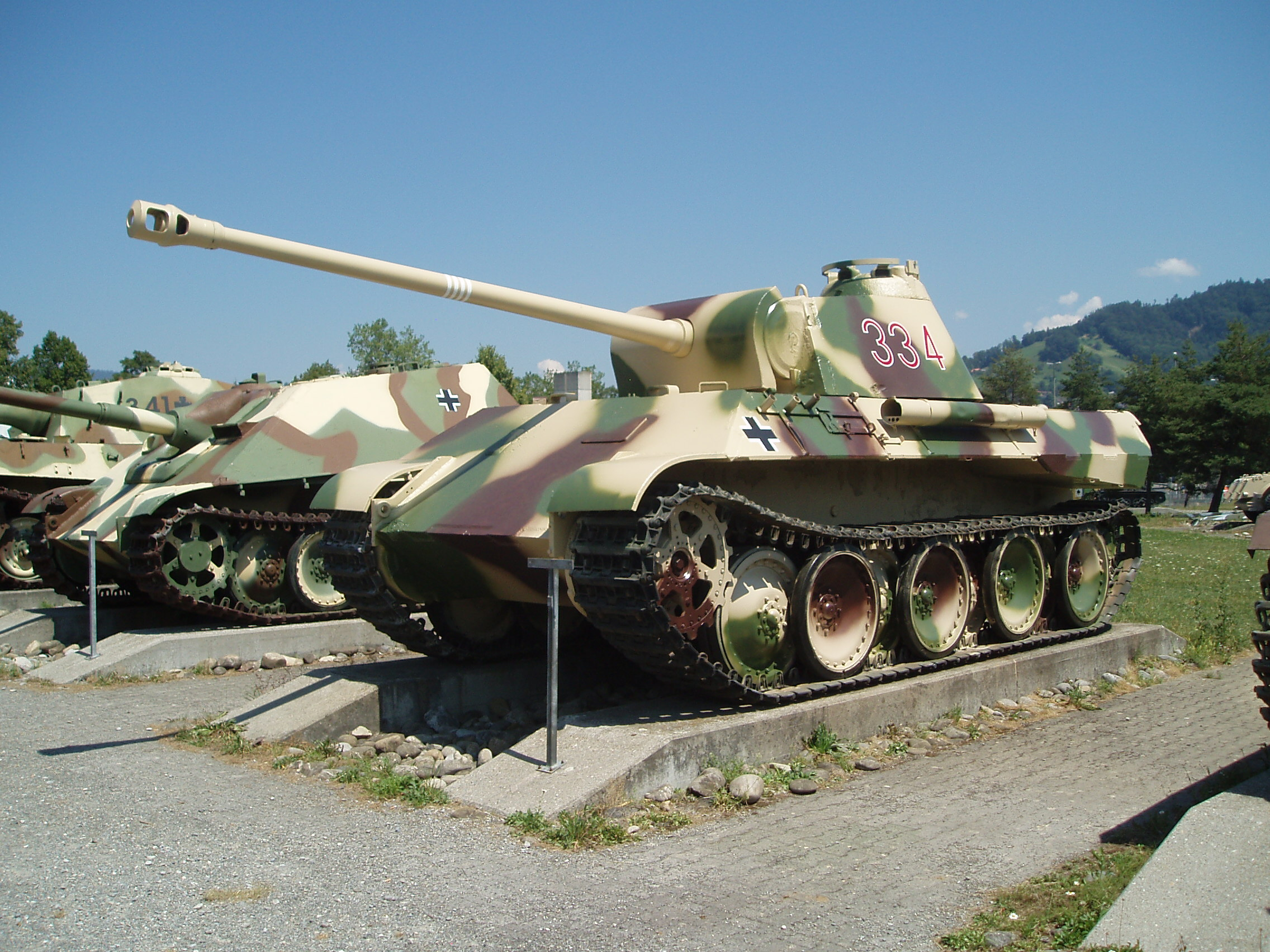
Pz.Kpfw. V Ausf. D в Туне. Швейцария.

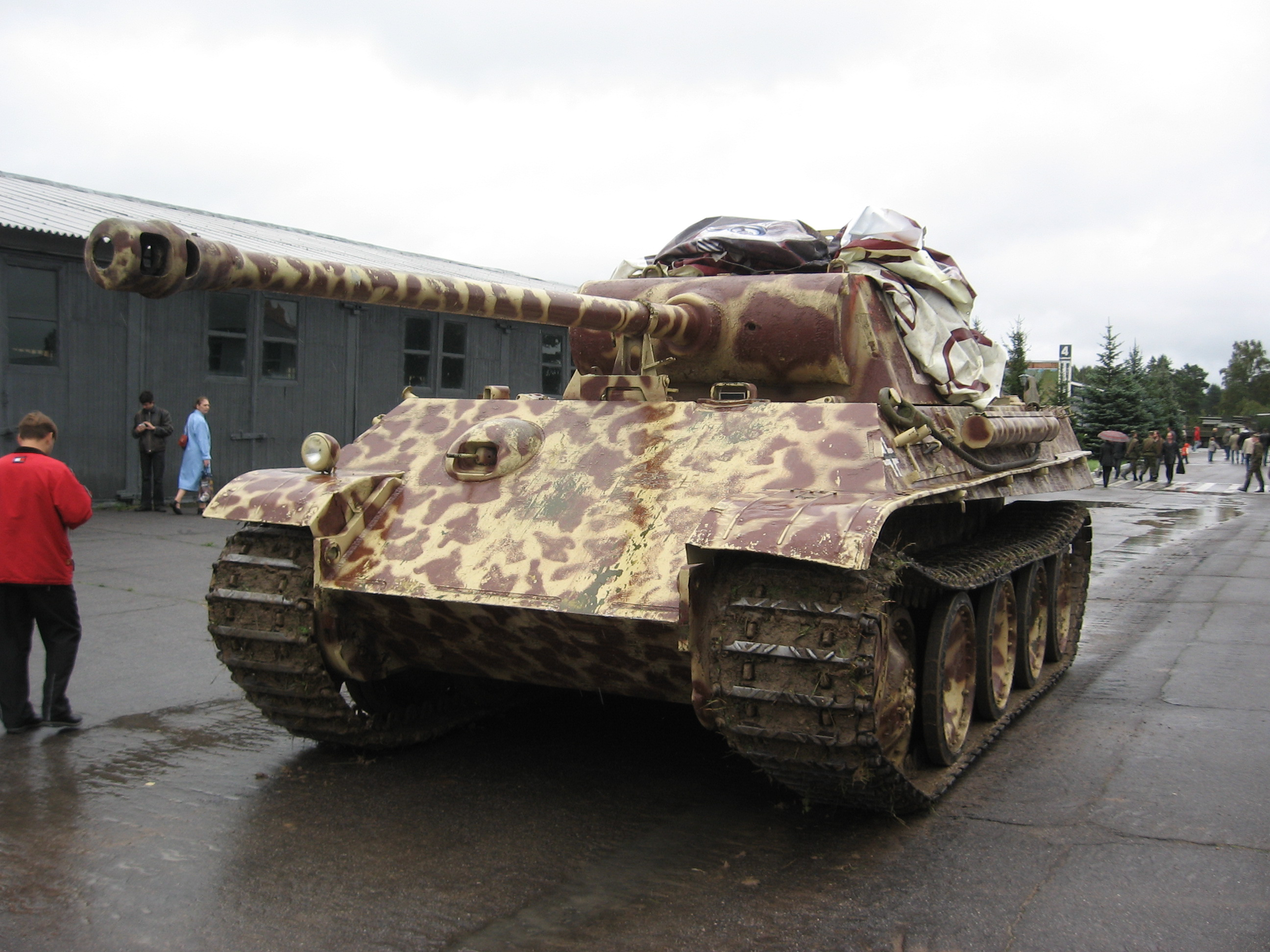
Pz.Kpfw. V Ausf. G в Кубинке. Россия.

- Австралия — 1 танк Ausf. A в Австралийском музее бронетанковых войск и артиллерии (англ. Australian Armour and Artillery Museum), ранее входил в коллекцию Rex & Rod Cadman в Великобритании;
- Бельгия — 3 «Пантеры» установлены в качестве монументов в память об Арденнской операции:
  - Ausf. G в городе Уффализ;
  - в деревне Grandmenil, Мане;
  - в деревне Celles[англ.], Уйе.
- Великобритания — 2 танка Ausf. G:
  - в танковом музее в Бовингтоне;
  - в военном колледже в Шрайвенхеме.
- Германия — не менее 5 танков:
  - командирский Ausf. A в танковом музее в Мунстере (в рабочем состоянии);
  - два танка в техническом музее в Зинсхайме.
  - Ausf. G в Кобленце (в рабочем состоянии). Достроен после Второй мировой войны на танковом заводе под контролем британских инженеров, использовался для тестов.
  - Ausf. G находился в частной коллекции Фридриха Кристиана Флика (нем. Friedrich Christian Flick), в рабочем состоянии. Достроен после Второй мировой войны на танковом заводе под контролем британских инженеров, использовался для тестов. Возможно, именно этот танк был найден в июле 2015 года в пригороде Киля в подвале виллы. Владелец утверждал, что купил танк как металлолом в Великобритании и восстановил его. Танк был конфискован полицией.[42]
- Канада — 1 танк, Ausf. A в канадском военном музее в Оттаве.
- Нидерланды — 2 «Пантеры»:
  - Ausf. D в городе Бреда;
  - Ausf. G в Национальном военном музее[англ.] в Оверлуне.
- Россия — 1 танк, Ausf. G в Бронетанковом музее в Кубинке.  Восстановлен до ходового состояния и имеет раскраску, характерную для танков 5-й танковой дивизии СС «Викинг».
- США — 6 танков:
  - две «Пантеры» Ausf. A и Ausf. G — в музее Абердинского полигона;
  - две «Пантеры» Ausf. G — в музее кавалерии и бронетанковых войск[англ.] в Форт-Ноксе;
  - Ausf. A — в музее Фонда технологий военного транспорта[англ.] в Портола-Вэлли в Калифорнии (на ходу, в хорошем состоянии).
  - 1 танк был поднят в Польше со дна болота в октябре 1990 года. После чего был продан в США, где был полностью отремонтирован до рабочего состояния. В настоящее время он находится в Музее американского наследия.
- Франция — 4 танка «Пантера» Ausf. A:
  - два танка находятся в танковом музее в Сомюре (один в рабочем состоянии), вторая машина была захвачена и применялась французскими повстанцами, для отличия ополченцы нарисовали на ней символику Сопротивления.
  - два танка находятся в Париже.
- Швейцария — 1 танк, Ausf. D в танковом музее в Туне.

В мае 2004 из водоёма села Искренное Шполянского района Черкасской области Украины была вытянута одна «Пантера», которая утонула из-за обрушения мостика. Чтобы вытащить танк со дна водоёма, пришлось отделить башню от шасси. Танк был переправлен в Германию. Финансирование проекта производилось немецкой стороной. В дальнейшем танк хранится в Музее техники в Зинсхайме в не реставрационном виде. Сам танк является одной из двух «Пантер», которые находятся в этом музее
Также со дна одной из рек Польши 5 сентября 2003 года был поднят корпус «Пантеры» в разрушенном состоянии.